# República Centroafricana
La República Centroafricana (en sango, Ködörösêse tî Bêafrîka; en francés, République centrafricaine), o simplemente Centroáfrica (en francés, Centrafrique), es un país sin litoral ubicado en África Central. Limita con Chad al norte, Sudán al noreste, Sudán del Sur al este, la República Democrática del Congo y la República del Congo al sur y Camerún al oeste. Cubre una superficie de 622 984 kilómetros cuadrados y en 2022 tuvo una población estimada de 5 455 000 habitantes. La capital y ciudad más poblada es Bangui.
El territorio de República Centroafricana ha estado habitado durante milenios, sin embargo, las fronteras actuales del país fueron establecidas por Francia, que a finales del siglo XIX estableció una colonia llamada Oubangui-Chari, dado que la mayor parte de su territorio se encontraba entre las cuencas de los ríos Ubangi y Chari. Se convirtió en un territorio semiautónomo de la Comunidad Francesa en 1958 y en una nación independiente el 13 de agosto de 1960, tomando su nombre actual. Después de la independencia, República Centroafricana fue liderada por una serie de gobiernos autocráticos hasta 1993, cuando se dieron las primeras elecciones democráticas multipartidistas y donde Ange-Félix Patassé fue elegido presidente. Patassé fue destituido en un golpe de Estado liderado por el general François Bozizé en 2003. La primera guerra civil centroafricana estalló en 2004 y, a pesar de un tratado de paz en 2007 y otro en 2011, una segunda guerra civil comenzó en 2012.
La mayor parte de la República Centroafricana consiste en sabanas sudano-guineanas, pero también incluye una zona sahelo-sudanesa en el norte y una zona de bosque ecuatorial en el sur. Dos tercios del país se encuentran en las cuencas del río Ubangi, que fluye al sur hacia el Congo, mientras que el tercio restante se encuentra en la cuenca del Chari, que fluye hacia el lago Chad en el norte.
A pesar de sus abundantes recursos minerales, tales como las reservas de uranio en Bakouma, petróleo en Vakaga, oro y diamantes, así como maderas, energía hidroeléctrica y tierras de cultivo, la República Centroafricana es uno de los países más pobres de África y se encuentra entre los diez países más pobres del mundo. En 2020, el Índice de Desarrollo Humano de República Centroafricana (0.397) ocupó el penúltimo puesto (188) de la tabla, ubicándose solo por encima de Níger. El país es miembro de las Naciones Unidas, la Unión Africana, la Comunidad Económica de los Estados de África Central, la Francofonía y el Movimiento de Países No Alineados.

## Historia

### Antes de la llegada de los europeos
Los primeros habitantes de la zona, antaño prácticamente cubierta en su totalidad por bosques eran pigmeos babinga y bantúes. La mayoría de los habitantes de la actual República Centroafricana se instalaron en este territorio a partir de la mitad del siglo XVI. Poblaciones de lengua sudanesa emigraron en este periodo hacia zonas boscosas, huyendo de la llegada de guerreros peuls y de los traficantes de esclavos. Con todo, el esclavismo estuvo omnipresente en las mesetas centroafricanas durante todo el siglo XX. El país fue anexionado posteriormente por expediciones árabes de Bahr al-Ghazal.

### Colonialismo francés
La penetración europea en el territorio de la actual República Centroafricana (RCA) comenzó a finales del siglo XIX (entre 1875 y 1900).
Pierre Savorgnan de Brazza tomó el liderazgo y se estableció en el Congo francés con cuarteles centrales en la ciudad que luego llevaría su nombre (Brazzaville), y envió expediciones a remontar el río Ubangui con el fin de expandir las propiedades francesas en el territorio central de África. El rey (Leopoldo II de Bélgica), Alemania y el Reino Unido también competían por (extender) sus posesiones en el actual territorio de la RCA.
En 1889 los franceses crearon un enclave en las orillas del río Ubangui en Bangui, la cual más tarde sería la capital de Ubangui-Chari y de la República Centroafricana. De Brazza envió expediciones en 1890-91 al río Shanga en la región que en la actualidad corresponde al sudoeste de la RCA. De Brazza y los colonialistas franceses deseaban expandir los límites del Congo francés con el fin de conectarlos con los territorios franceses en el oeste, norte y este de África.
En 1894 los límites del Congo francés fueron fijados en tratados con los territorios del rey Leopoldo II de Bélgica (Estado libre del Congo) y con Camerún, ocupado en ese entonces por los alemanes. Una vez que los negociadores europeos acordaron los límites del Congo francés, Francia buscó la forma de poder solventar la costosa ocupación, administración y desarrollo del territorio. Las noticias del éxito económico alcanzado por las concesiones a compañías privadas por parte del rey Leopoldo II de Bélgica en el Estado Libre del Congo convenció al gobierno francés en 1889 de otorgar a diecisiete compañías privadas grandes concesiones dentro de la región Ubangui-Chari
A cambio de los derechos de explotación de esas tierras, las compañías se comprometieron a pagar impuestos al Estado colonial francés y a promover sus concesiones.[cita requerida] Las compañías utilizaron agentes europeos y africanos, quienes frecuentemente emplearon métodos brutales y atroces para explotar a los trabajadores centroafricanos.
Durante la segunda década del gobierno colonial francés (1910-1920), tanto las compañías privadas como el Estado colonial francés continuaron empleando métodos brutales para forzar a los habitantes locales a trabajar para ellos.

### Independencia

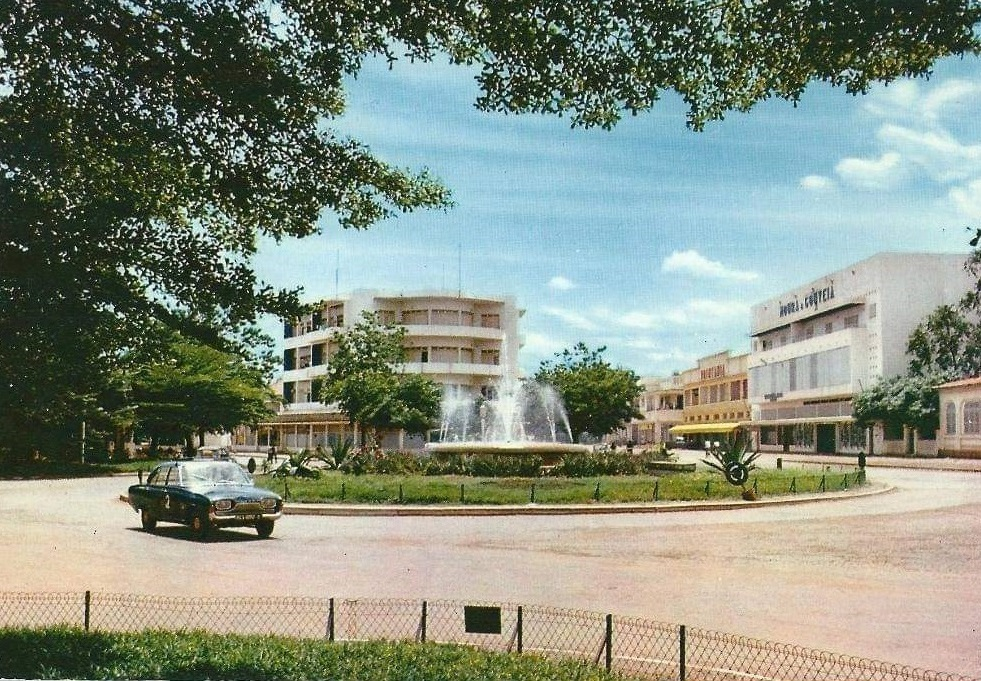
Bangui en 1960

El 1 de diciembre de 1958, la colonia Ubangui-Chari se convirtió en un territorio autónomo dentro de la Comunidad Francesa tomando el nombre de República Centroafricana. El padre fundador y presidente del Consejo de Gobierno fue Barthélémy Boganda muerto en un misterioso accidente aéreo en 1959, tan sólo ocho días antes de las últimas elecciones en la era colonial de la RCA.
El 13 de agosto de 1960 la República Centroafricana se independizó y dos de los mayores colaboradores de Boganda, Abel Goumba y David Dacko, se vieron involucrados en una lucha interna por el poder. Con el apoyo de los franceses, Dacko tomó el poder y arrestó a Goumba, estableciendo hacia 1962 un Estado de partido único.
El 31 de diciembre de 1965 Dacko fue derrocado por su primo, el general Jean-Bédel Bokassa, quien suspendió la constitución y disolvió la Asamblea Nacional. El 2 de marzo de 1972 se proclamó presidente vitalicio, mariscal el 19 de mayo de 1974 y en 1976 se convirtió al islam adoptando el nombre de Salah Eddine Ahmed Bokassa, para poder obtener el apoyo económico y militar del líder libio Gadafi. En 1976 Bokassa cambió el nombre del país por Imperio Centroafricano y se autoproclamó emperador con el nombre de Bokassa I en una fastuosa ceremonia inspirada en la coronación de Napoleón. Sus constantes violaciones a los derechos humanos (matanza de estudiantes que protestaban contra la obligatoriedad de llevar uniforme), entre otros motivos, llevaron a Francia a organizar un golpe de Estado en su contra. En la llamada Operación Barracuda, aprovechando que el emperador se hallaba de visita en Libia, las fuerzas francesas (paracaidistas) ocuparon los lugares estratégicos del país y establecieron en el poder al expresidente David Dacko. Este, a su vez, fue derrocado el 1 de septiembre de 1981 por el general André Kolingba, mediante otro golpe de Estado.
Kolingba suspendió la Constitución y dirigió una junta militar hasta 1985, incorporó la Constitución de 1986 que fue adoptada por un referéndum nacional, y creó su propio partido, la Agrupación Democrática Centroafricana (RDC). En 1987, las elecciones parlamentarias fueron boicoteadas por los dos mayores opositores a Kolingba, Abel Goumba y Ange-Félix Patassé debido a que sus partidos no fueron habilitados para competir en las elecciones.
En 1990, tras la caída del comunismo, el movimiento a favor de la democracia se tornó muy activo. En mayo de 1990 una carta firmada por 253 respetados ciudadanos convocaron a una Convención Nacional, pero Kolingba rehusó la petición. Tras las presiones de los países occidentales, Kolingba accedió a realizar elecciones libres en octubre de 1992 con ayuda de las Naciones Unidas a través de su Oficina de Asistencia Electoral. Sin embargo, alegando la posibilidad de irregularidades, Kolingba suspendió las elecciones con el fin de mantenerse en el poder.
Precedentemente se había presentado una muy fuerte presión de GIBAFOR para establecer un Consejo Nacional Político Provisorio para la República "Conseil National Politique Provisoire de la République" (CNPPR), lo mismo que una Comisión electoral mixta que incluyera representantes de todos los partidos políticos.
Tras las elecciones en 1993, con el apoyo de la comunidad internacional, Ange-Félix Patassé obtuvo el primer lugar en la primera ronda de las elecciones seguido por Abel Goumba y David Dacko, mientras que Kolingba terminó en cuarto lugar. En la segunda vuelta, Patassé se impuso sobre Goumba con un 52,5 % de los votos, que en su mayoría provinieron de los votantes de Gbaya, Kare y Kaba y grandes poblaciones del noroeste. En cambio, los votos de Goumba provinieron de las poblaciones del sur y del este.
El Movimiento para la Liberación del Pueblo Centroafricano (partido que llevó a Patassé a la presidencia, MLPC) obtuvo una mayoría simple pero no absoluta en el Parlamento por lo que requirió de socios en la coalición del gobierno.
En 1994 el presidente Patassé le retiró el grado militar al expresidente de facto Kolingba. En diciembre de ese año fue aprobada una nueva Constitución para el país y promulgada el 14 de enero de 1995.
Durante 1996 y 1997 se produjeron varios motines contra el gobierno de Patassé, acompañados de saqueos, destrucción y tensión étnica. El 25 de junio de 1997, los acuerdos de paz de Bangui establecieron la creación de una fuerza militar africana a fin de garantizar la seguridad en el país y respecto al conflicto en ciernes.
La Misión Interafricana para la Supervisión de los Acuerdos de Bangui (MISAB) fue encabezada por el expresidente de Malí Amadou Touré, quien también ofició como jefe de mediadores e impidió la entrada de los rebeldes al gobierno el 7 de abril de 1997, esa misión fue reemplazada con posterioridad por la Misión de las Naciones Unidas en la República Centroafricana.

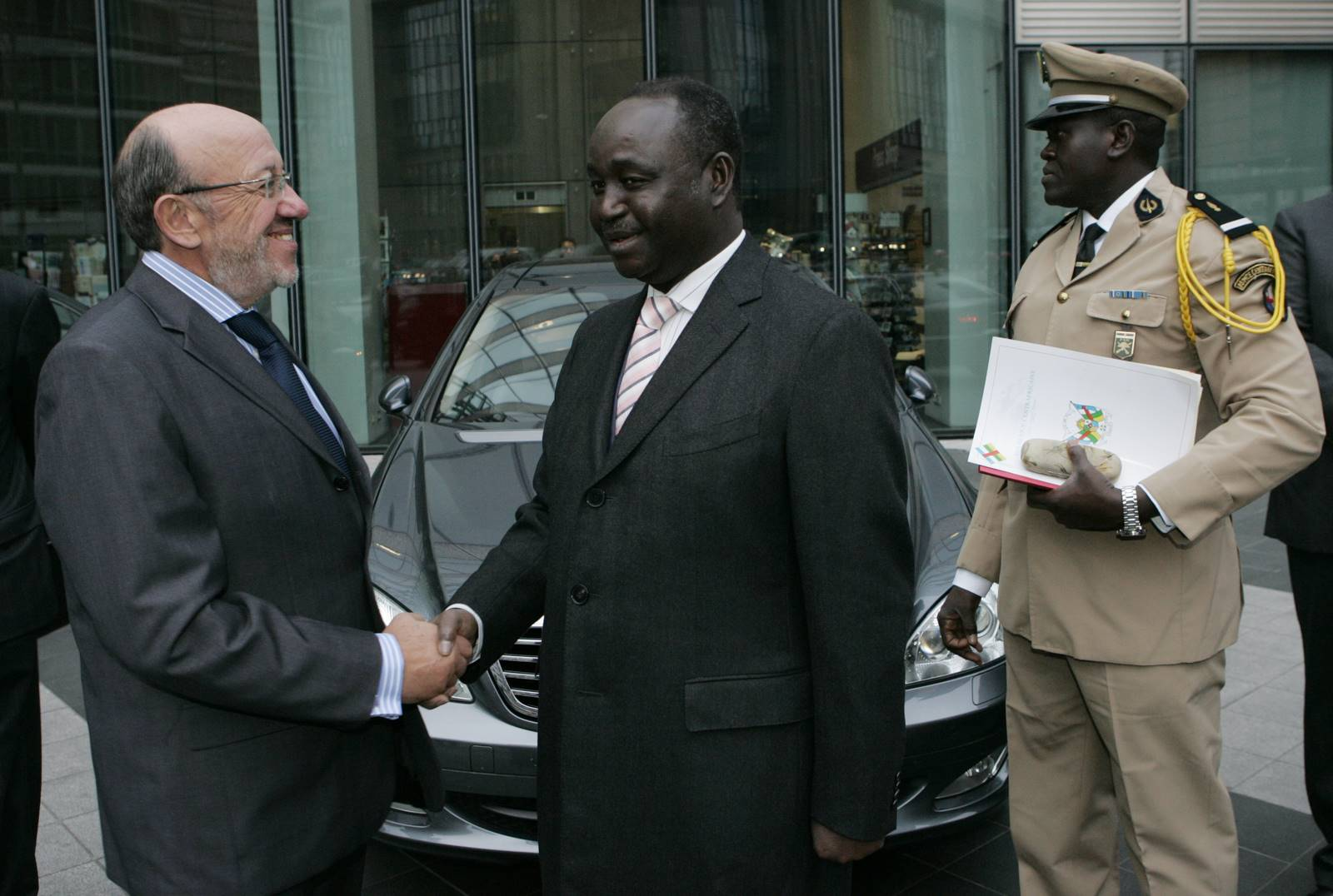
François Bozizé, expresidente de la República Centroafricana, en Bruselas.

En las elecciones parlamentarias de 1998 el partido de André Kolingba ganó 20 de las 109 bancas, lo que significó su regreso a la arena política. No obstante, en 1999, y aun con muchas denuncias de corrupción en su gobierno, Patassé obtuvo su segundo mandato a la Presidencia.

### SigloXXI
El 28 de mayo de 2001, los rebeldes tomaron diversos puntos estratégicos en Bangui en un fallido golpe de Estado en el que los jefes de la milicia, Abel Abrou y el general Francois N'Djadder Bedaya, fueron asesinados. Patassé, con el apoyo de tropas del rebelde Jean-Pierre Bemba de la República Democrática del Congo y soldados libios, reprimió el intento golpista. Con posterioridad, los soldados fieles a Patassé tomaron venganza contra los rebeldes, conflicto que se tradujo tanto en la destrucción de cientos de hogares en los alrededores de la capital, Bangui, como en la acusación de tortura y asesinato de muchos opositores al régimen.
Después de ello, el gobierno de Patassé acusó al general François Bozizé de estar preparando un nuevo golpe de Estado. Bozizé huyó con sus tropas leales hacia Chad y, el 25 de octubre de 2002, lanzó un ataque sorpresa contra Patassé, quien se encontraba fuera del país. Los soldados libios y las tropas congoleñas rebeldes de Bemba fallaron en su intento de detener a los rebeldes, quienes tomaron el control del país y depusieron a Patassé.

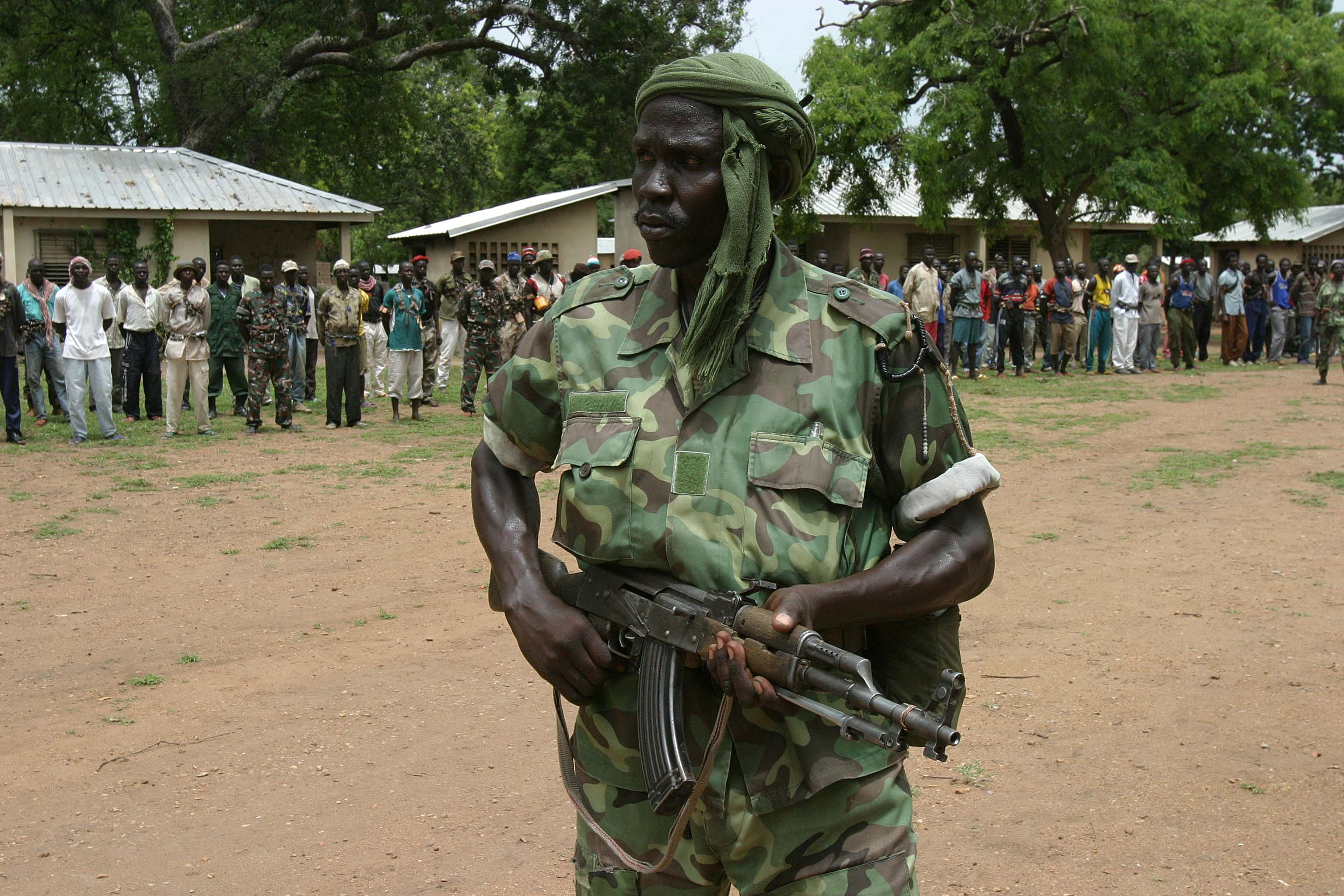
Militar rebelde en el norte de la República Centroafricana durante la Guerra civil que azoto a ese país entre 2004 y 2007

François Bozizé suspendió la Constitución y nombró un gabinete con varios miembros de partidos de la oposición. Abel Goumba quien gozaba de un gran respeto como político en la población centroafricana fue nombrado vicepresidente, lo que dio al gobierno de Bazizé una cierta imagen positiva. Bazizé estableció un Consejo Nacional de Transición a los fines de redactar una nueva Constitución. La nueva Constitución fue aprobada y en el año 2003 Bozizé ganó la presidencia en segunda vuelta en las elecciones, para las cuales Patassé no pudo presentarse. A partir de ahí se desarrolló una guerra civil, hasta que fue firmado un acuerdo de paz en Birao, el 13 de abril de 2007.
Con base en acuerdos de 2008 para una reconciliación nacional, se realizaron las elecciones municipales de 2009 y las elecciones parlamentarias y presidenciales en 2010. El ejército centroafricano tomó el control de Birao el 15 de noviembre de 2010, pero ello no fue aceptado por los rebeldes de la Convención de Patriotas por la Justicia y la Paz. El 1 de diciembre de 2010, el ejército chadiano intervino para entregar la ciudad al gobierno.

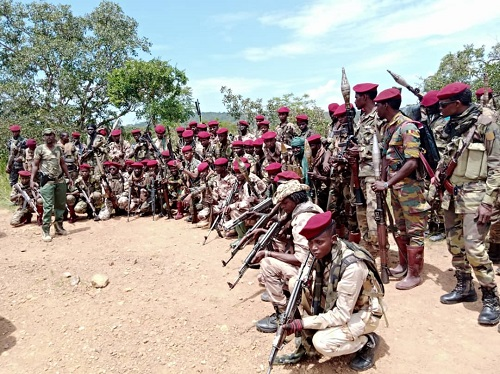
Grupo de Rebeldes centroafricanos en 2021

### Segunda guerra civil centroafricana
En 2013 se produjo un nuevo golpe de Estado. La coalición rebelde Seleka se apoderó de Bangui, Bozizé huyó a la República Democrática del Congo, Michel Djotodia fue proclamado presidente de la República Centroafricana y el país se sumió nuevamente en el caos y la guerra civil. Se formaron entonces las milicias anti-Balaka para responder a los ataques de los milicianos musulmanes Seleka. Si bien se ha llegado a afirmar que las milicias anti-Balaka son milicias cristianas ha sido finalmente rechazada tal atribución, pues están integradas por personas de muy diferente procedencia, unidas por el odio hacia los Seleka. 
Así el obispo de Bangassou, el español Juan José Aguirre denunció que los anti-Balaka “se vuelven contra todo lo que huele a musulmán” y lo hacen de manera absolutamente indiscriminada e injusta, cortando cabezas y gargantas, acuchillando niños, linchando a gente que tiene la mala suerte de caerse de un coche después de un control". Por su parte ha recordado el arzobispo de Bangui, Dieudonné Nzapalainga, los anti-Balaka, “no son una milicia cristiana, todos los sufrimos”. Francia pidió una reunión urgente del consejo de seguridad de la ONU. 
La resolución de la ONU del 5 de diciembre de 2013 permitió a Francia el envío de tropas a la República Centroafricana "para desactivar el conflicto anunciado y proteger a los civiles". El 10 de enero de 2014, dimitió el presidente Djotodia, presionado por su incapacidad para atajar la violencia sectaria que azota al país. El 20 de enero siguiente, el Consejo Nacional de Transición de la República Centroafricana eligió Catherine Samba-Panza como Jefa de Estado de transición, hasta la realización de elecciones a finales de 2014.

## Política y Gobierno

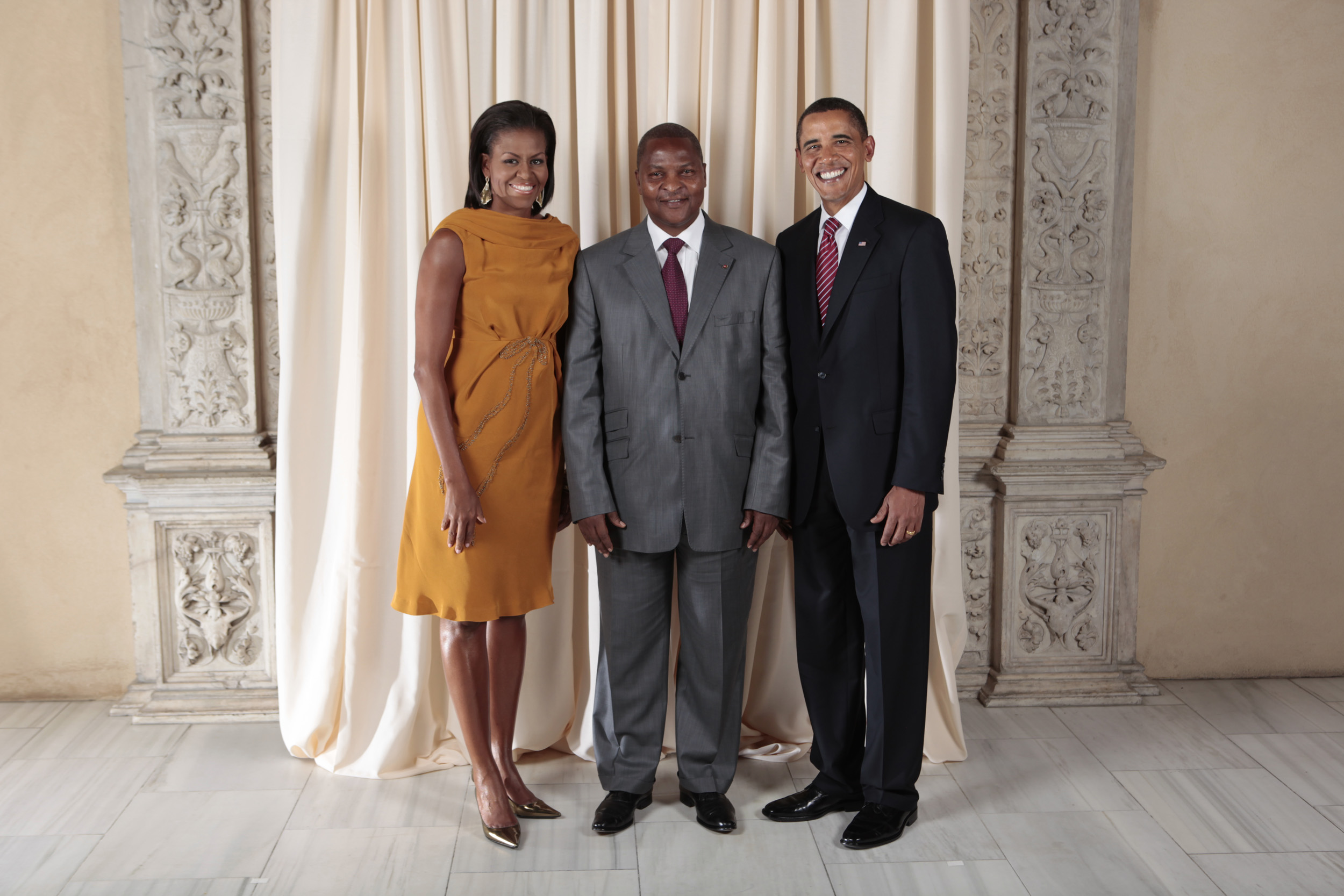
El anterior primer ministro Faustin-Archange Touadéra junto al presidente de Estados Unidos Barack Obama y su esposa Michelle Obama.

La República Centroafricana es presidencialista, donde el presidente es el jefe de Estado y el jefe de Gobierno. El primer ministro también funge como miembro del poder ejecutivo. El presidente es electo por sufragio universal directo para un periodo de seis años; sólo se puede reelegir una vez. El poder legislativo está representado por la Asamblea Nacional (Asamblée Nationale), la cual se compone de 105 miembros elegidos para un periodo de cinco años. El poder judicial lo encabeza la Corte Suprema (Cour Supreme) que está integrada por jueces elegidos por el presidente. El sistema legal de la República Centroafricana se rige por el derecho continental basado en el modelo francés.

### Derecho y Justicia
La ley centroafricana es la ley aplicada en la República Centroafricana desde la independencia del país el 13 de agosto de 1960. Según el artículo 1 de la Constitución de 30 de marzo de 2016: "La persona humana es sagrada e inviolable... El reconocimiento de los derechos humanos es inherente a toda comunidad humana y es garantía de paz y de justicia". El principio de "ZO KWE ZO" enunciado por Barthélemy Boganda es una buena ilustración de los fundamentos del derecho en la República Centroafricana.
El artículo 17 establece que la Constitución debe ser respetada, ante todo, por las personas presentes en el territorio de la República1. La actual Constitución de 30 de marzo de 2016 es la séptima que establece la séptima República en tan solo 63 años. Estos cambios reflejan la inestabilidad sociopolítica que ha vivido el país desde su independencia y que sigue socavando las instituciones estatales del país.
El artículo 92 de la Constitución establece que "los tratados o acuerdos debidamente ratificados o aprobados tienen, desde el momento de su publicación, una autoridad superior a la de las leyes, a reserva, para cada acuerdo o tratado, de su aplicación por la otra parte ".
La República Centroafricana es miembro de la Organización para la Armonización del Derecho Mercantil en África y ha firmado el tratado inicial de 17 de octubre de 1993 y el tratado de revisión del tratado de 17 de agosto de 2008.
El artículo 58 estipula que la Asamblea Nacional aprueba las leyes, recauda los impuestos y controla la acción del Gobierno.
El ámbito de aplicación de la ley se define en el artículo 61 de la Constitución. El apartado 1 del artículo 61 dispone que la Asamblea legislará para establecer normas en las siguientes materias "los derechos cívicos y las garantías fundamentales concedidas a los ciudadanos para el ejercicio de las libertades públicas; el respeto de la cuota concedida a las mujeres en los órganos de decisión; las limitaciones impuestas a los centroafricanos y a los extranjeros residentes en su persona y bienes por razones de interés público y de defensa nacional; la nacionalidad, el estado y la capacidad de las personas, los regímenes matrimoniales, las sucesiones y donaciones; el estatuto de los extranjeros y la inmigración; la organización del estado civil; la determinación de los crímenes y delitos y de las penas aplicables a los mismos, el procedimiento penal, el procedimiento civil, el derecho mercantil, el derecho social, la amnistía, la creación de nuevos órdenes jurisdiccionales, el estatuto de los magistrados y de la abogacía; la organización de los cargos públicos y ministeriales, las profesiones de los funcionarios públicos y ministeriales y las profesiones liberales: las garantías fundamentales concedidas a los funcionarios y al personal militar; la organización administrativa y financiera general; el régimen de los partidos políticos y de las asociaciones; el código electoral; la privatización de empresas del sector público y la nacionalización de empresas; la creación o supresión de establecimientos públicos; la creación y organización de organismos de control, consulta, regulación y mediación; las normas que rigen la edición y la publicación; el plan de desarrollo de la República; el plan de introducción progresiva y generalizada de la lengua sango; la protección del medio ambiente; los regímenes de tenencia de la tierra, forestal y minero; las leyes financieras; la ley de asentamiento; la base, el tipo y los métodos de recaudación de los impuestos; los impuestos de todo tipo; el sistema de emisión de moneda; el estado de precaución, el estado de emergencia, el estado de alerta y el estado de sitio; y los días festivos y legales".

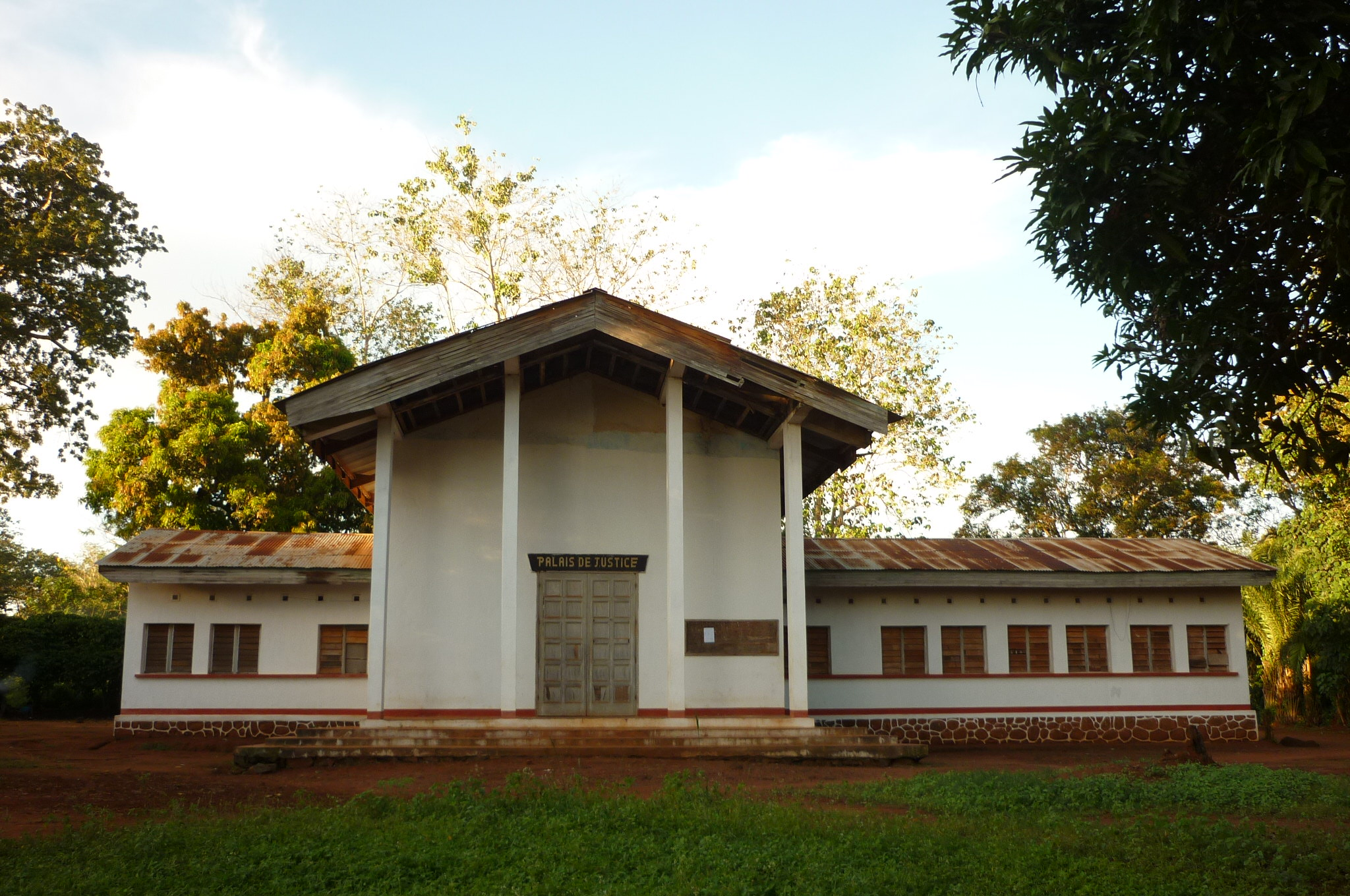
Palacio de Justicia de Bangassou

La ley también determina los principios fundamentales "el régimen de la propiedad, los derechos y obligaciones civiles y mercantiles; la educación, la cultura, la investigación científica, técnica y tecnológica y la formación profesional; el derecho de reunión y manifestación pacíficas; el derecho de petición; la higiene y la salud pública; la mutualidad, el cooperativismo, el ahorro y el crédito; la descentralización y la regionalización; la administración de los entes locales; la organización general de la defensa nacional; el régimen penitenciario y el derecho del trabajo, de los sindicatos y de la seguridad social".

### Derechos humanos
El Informe sobre Derechos Humanos de 2009 del Departamento de Estado de Estados Unidos señalaba que los derechos humanos en la República Centroafricana eran deficientes y expresaba su preocupación por los numerosos abusos cometidos por el gobierno. El Departamento de Estado estadounidense alegó que se producían con impunidad graves abusos contra los derechos humanos, como ejecuciones extrajudiciales por parte de las fuerzas de seguridad, torturas, palizas y violaciones de sospechosos y presos. También denunció condiciones duras y potencialmente mortales en prisiones y centros de detención, detenciones arbitrarias, prisión preventiva prolongada y denegación de un juicio justo, restricciones a la libertad de circulación, corrupción oficial y restricciones de los derechos de los trabajadores.

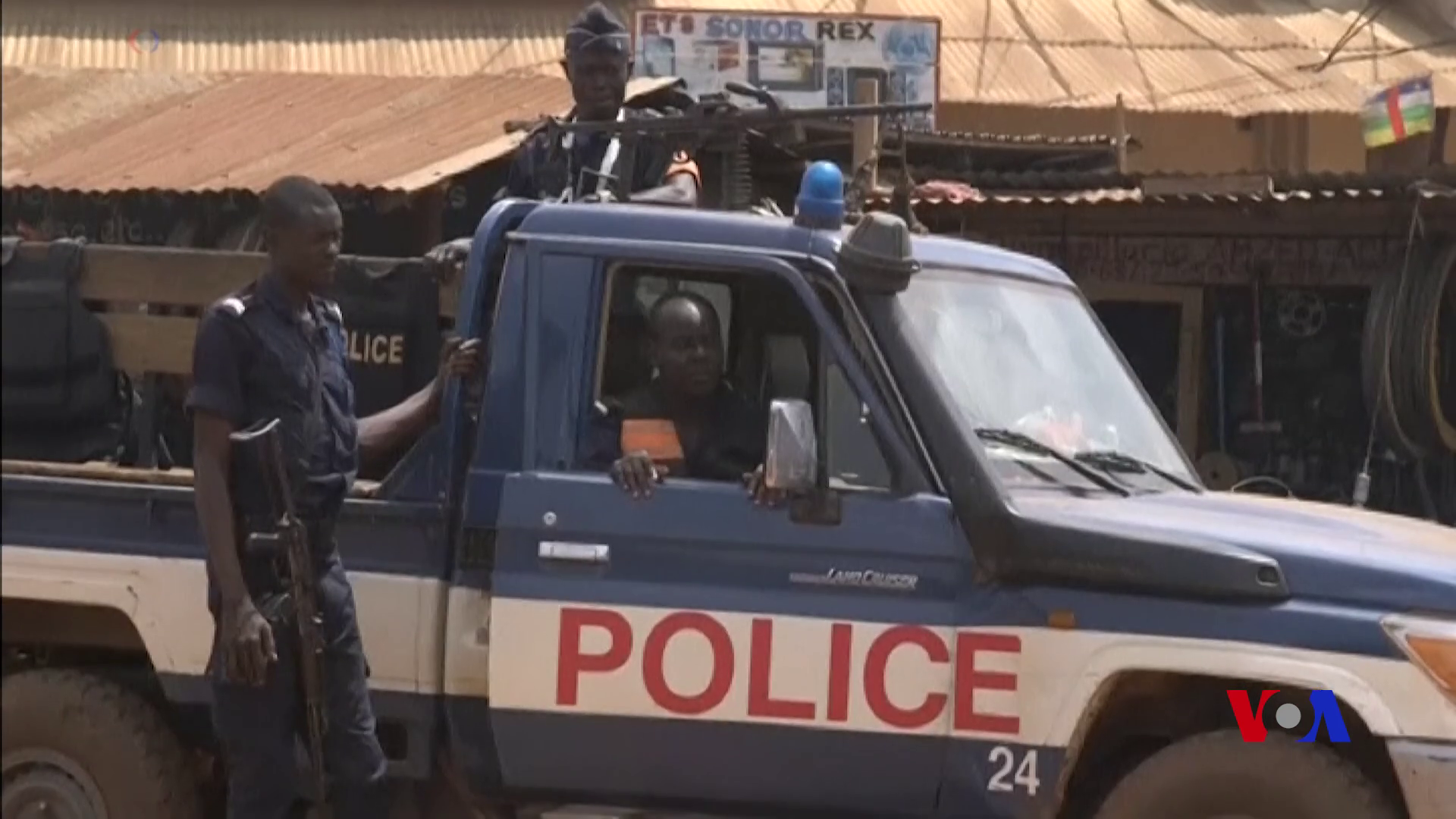
Efectivos de la Policía de la República Centroafricana

El informe del Departamento de Estado también menciona la violencia generalizada de las mafias, la prevalencia de la mutilación genital femenina, la discriminación contra las mujeres y los pigmeos, el tráfico de seres humanos, el trabajo forzado y el trabajo infantil. La libertad de circulación está limitada en el norte del país "debido a las acciones de las fuerzas de seguridad del Estado, los bandidos armados y otras entidades armadas no estatales", y debido a los enfrentamientos entre las fuerzas gubernamentales y antigubernamentales, muchas personas han sido desplazadas internamente.
La violencia contra niños y mujeres en relación con acusaciones de brujería también se ha citado como un grave problema en el país. La brujería está tipificada como delito en el código penal.
La libertad de expresión está contemplada en la Constitución del país, pero se han producido incidentes de intimidación gubernamental a los medios de comunicación. Un informe del índice de sostenibilidad de los medios de comunicación de la International Research & Exchanges Board señalaba que "el país cumplía mínimamente los objetivos, con segmentos del sistema legal y del gobierno opuestos a un sistema de medios de comunicación libres.
Aproximadamente el 68% de las niñas se casan antes de cumplir los 18 años, y el Índice de Desarrollo Humano de Naciones Unidas sitúa al país en el puesto 188 de 188 países analizados. La Oficina de Asuntos Laborales Internacionales también lo ha mencionado en su última edición de la Lista de Bienes Producidos por Trabajo Infantil o Forzado.En materia de derechos humanos, respecto a la pertenencia a los siete organismos de la Carta Internacional de Derechos Humanos, que incluyen al Comité de Derechos Humanos (HRC), República Centroafricana ha firmado o ratificado:
| República Centroafricana | Tratados internacionales | Tratados internacionales  | Tratados internacionales | Tratados internacionales | Tratados internacionales  | Tratados internacionales | Tratados internacionales | Tratados internacionales | Tratados internacionales  | Tratados internacionales  | Tratados internacionales  | Tratados internacionales | Tratados internacionales    | Tratados internacionales    | Tratados internacionales | Tratados internacionales  | Tratados internacionales    | Tratados internacionales    |
| --- | ------------------------ | ------------------------- | ------------------------ | ------------------------ | ------------------------- | --- | ------------------------ | ------------------------ | ------------------------- | ------------------------- | ------------------------- | --- | --------------------------- | --------------------------- | ------------------------ | ------------------------- | --------------------------- | --------------------------- |
| República Centroafricana | CESCR                    | CESCR                     | CCPR                     | CCPR                     | CCPR                      | CERD | CED                      | CEDAW                    | CEDAW                     | CAT                       | CAT                       | CRC | CRC                         | CRC                         | CRC                      | MWC                       | CRPD                        | CRPD                        |
| República Centroafricana | CESCR                    | CESCR-OP                  | CCPR                     | CCPR-OP1                 | CCPR-OP2-DP               | CERD | CED                      | CEDAW                    | CEDAW-OP                  | CAT                       | CAT-OP                    | CRC | CRC-OP-AC                   | CRC-OP-SC                   | CRC-OP-CP                | MWC                       | CRPD                        | CRPD-OP                     |
| Pertenencia | Firmado y ratificado.    | Ni firmado ni ratificado. | Firmado y ratificado.    | Firmado y ratificado.    | Ni firmado ni ratificado. | República Centroafricana ha reconocido la competencia de recibir y procesar comunicaciones individuales por parte de los órganos competentes. | Firmado y ratificado.    | Firmado y ratificado.    | Ni firmado ni ratificado. | Ni firmado ni ratificado. | Ni firmado ni ratificado. | República Centroafricana ha reconocido la competencia de recibir y procesar comunicaciones individuales por parte de los órganos competentes. | Firmado pero no ratificado. | Firmado pero no ratificado. | Sin información.         | Ni firmado ni ratificado. | Firmado pero no ratificado. | Firmado pero no ratificado. |
| Firmado y ratificado, firmado, pero no ratificado, ni firmado ni ratificado, sin información, ha accedido a firmar y ratificar el órgano en cuestión, pero también reconoce la competencia de recibir y procesar comunicaciones individuales por parte de los órganos competentes. |                          |                           |                          |                          |                           | |                          |                          |                           |                           |                           | |                             |                             |                          |                           |                             |                             |

## Organización territorial

Organización Territorial de la República Centroafricana

La República Centroafricana se divide en 14 prefecturas administrativas (préfectures), dos prefecturas económicas (préfectures économiques) y una comuna autónoma. Las prefecturas se dividen, a su vez, en 71 subprefecturas (sous-préfectures).
Las prefecturas administrativas son:
- - Bamingui-Bangoran
- - Basse-Kotto
- - Haute-Kotto
- - Haut-Mbomou
- - Kémo
- La Catedral de San Pedro Claver en Bangassou en la Prefectura de Mbomou ejemplo de la influencia francesa en el país- Lobaye
- - Mambéré-Kadéï
- - Mbomou
- - Nana-Mambéré
- - Ombella-M'Poko
- - Ouaka
- - Ouham
- - Ouham-Pendé
- - Vakaga

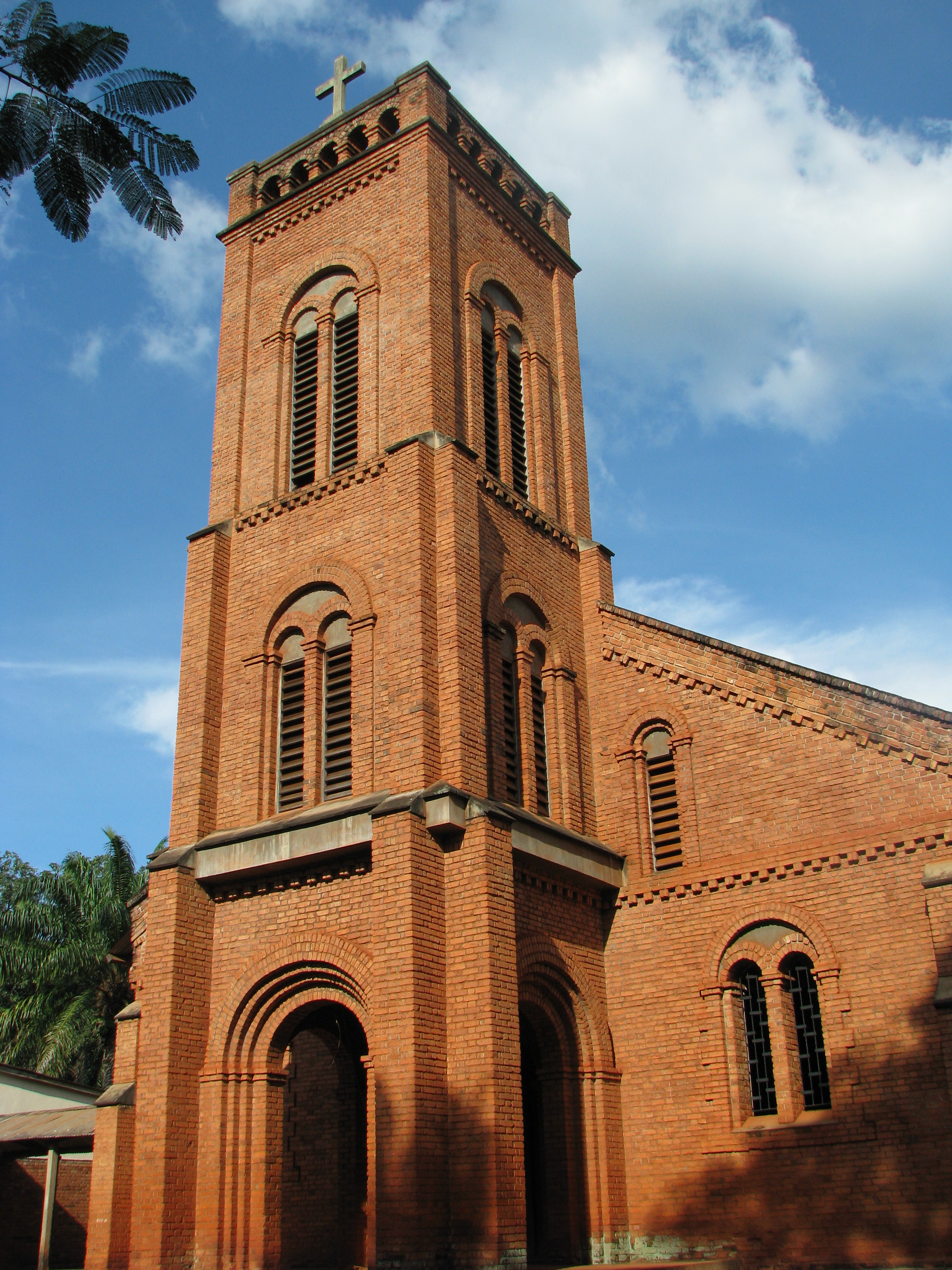
La Catedral de San Pedro Claver en Bangassou en la Prefectura de Mbomou ejemplo de la influencia francesa en el país

Los dos prefecturas económicas son: 
- - Nana-Grébizi
- - Sangha-Mbaéré

Mientras que la comuna autónoma es la ciudad capital, Bangui.

## Geografía
El territorio de la República Centroafricana consta de una vasta altiplanicie ondulada de 600 a 800 metros de altitud, que separa las cuencas de la República Democrática del Congo y del Chad, y se eleva hacia el noreste (macizo de los Bongo), este (macizo de Tondou) y oeste (macizo de Yadé), donde se halla el techo nacional, el Kayagangiri (1420 m).
Los ríos más destacados son el Ubangui, el Chari y el Lobaye.La vida vegetal presenta una importante degradación, al registrarse un notable avance de la desertización.

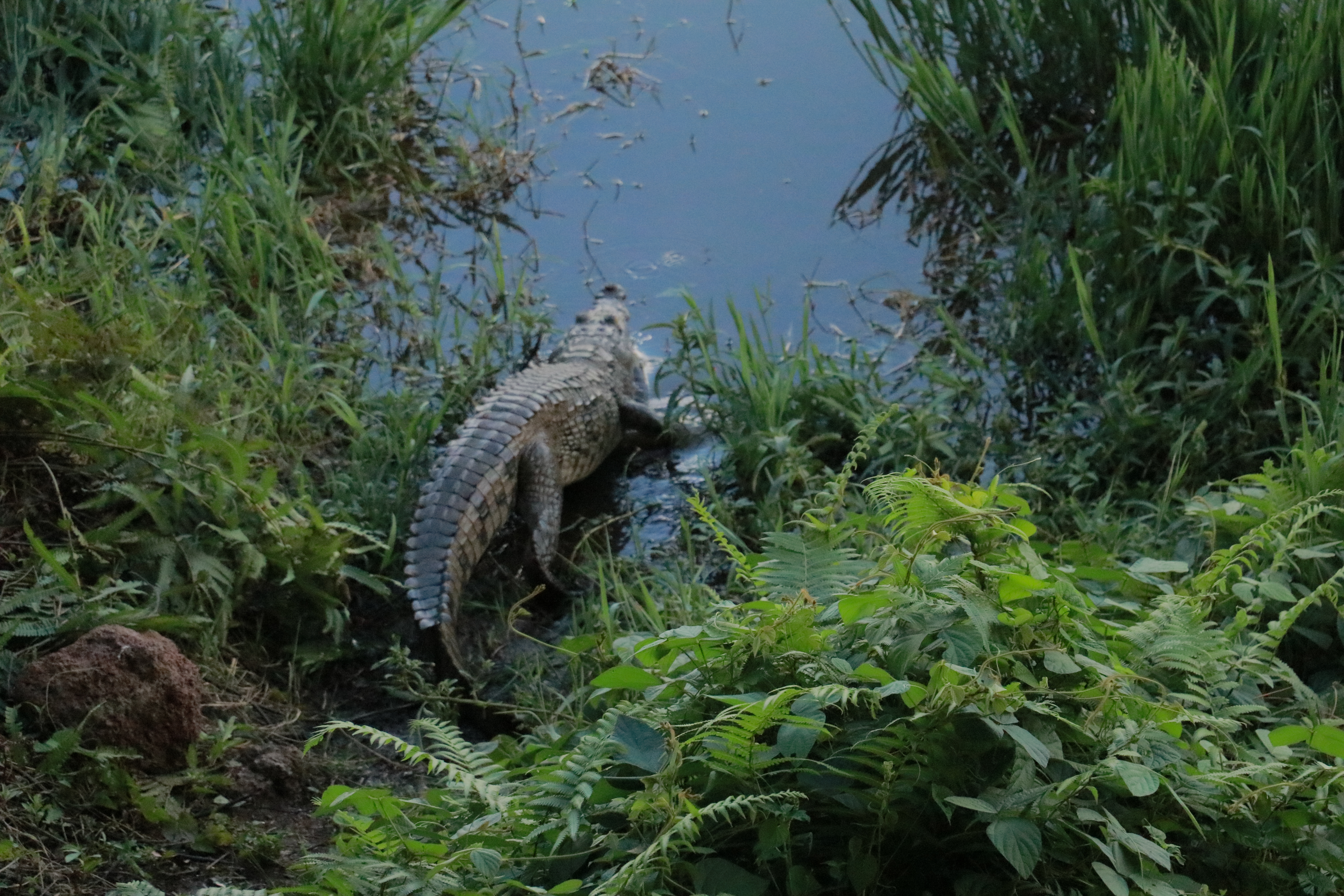
Cocodrilo en un lago de Boali

### Posición geoestratégica
La República Centroafricana se encuentra verdaderamente en el corazón de África, rodeada por seis países, rica en recursos naturales pero también con todo lo que tal posición implica en cuanto al precario equilibrio político y social de la región circundante; la República Centroafricana está rodeada por países cuyas tensiones repercuten en su territorio. 

En el período 1990-2010 penetraron en el país varios conflictos periféricos, a los que siguió un conflicto entre 2010-2016, cuya forma más visible es la división entre cristianos y musulmanes, hasta el punto de que la mayoría de los musulmanes se han refugiado en el norte del país. También está el Ejército de Resistencia del Señor, un movimiento originario de Uganda del que se dice que sigue estando presente en el sureste del país, cerca de Sudán del Sur. Por último, el país es utilizado a veces como base de retaguardia por "grupos de traficantes y cazadores furtivos ".
| Noroeste: Camerún                         | Norte: Chad                          | Nordeste: Sudán                          |
| Oeste: República del Congo                |                                      | Este: Sudán del Sur                      |
| Suroeste: República Democrática del Congo | Sur: República Democrática del Congo | Sureste: República Democrática del Congo |

### Clima
El clima de la República Centroafricana es generalmente tropical, con una estación húmeda que dura de junio a septiembre en las regiones septentrionales del país, y de mayo a octubre en el sur. Durante la estación húmeda, las tormentas con lluvia son casi diarias, y la niebla de la mañana temprano es común. La máxima precipitación anual es de aproximadamente 1800 milímetros (71 pulgadas) en la región superior de Ubangi.

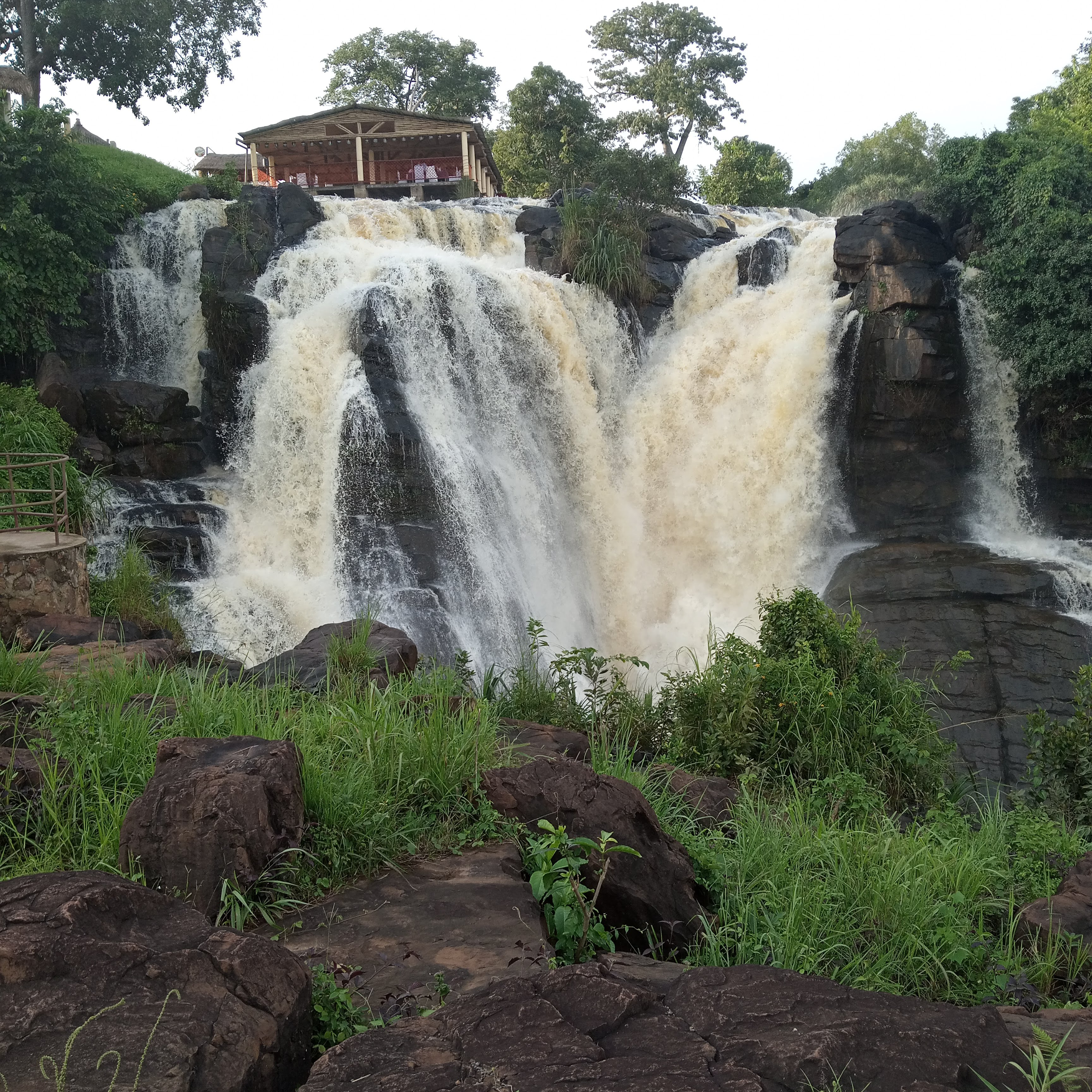
Cascada de Boali

Las zonas septentrionales son calurosas y húmedas de febrero a mayo, pero pueden estar sujetas al viento caliente, seco y polvoriento conocido como el Harmattan. Las regiones del sur tienen un clima más ecuatorial, pero están sujetas a la desertificación, mientras que las regiones del extremo noreste del país son una estepa.

### Hidrografía
Las precipitaciones en el país son bastante abundantes por término medio, alimentando a menudo caudalosos ríos que fluyen todos hacia los países vecinos.
Según Aquastat, la precipitación media anual es de 1.343 milímetros, lo que da una superficie de 622.980 kilómetros cuadrados y un volumen pluviométrico anual de 836,66 kilómetros cúbicos (Francia continental en comparación posee 477,99 km³).
De este volumen de precipitaciones, la evapotranspiración y la infiltración consumen unos 695,66 km³. Esto deja 141 km³ de recursos hídricos superficiales producidos dentro del país (internamente).

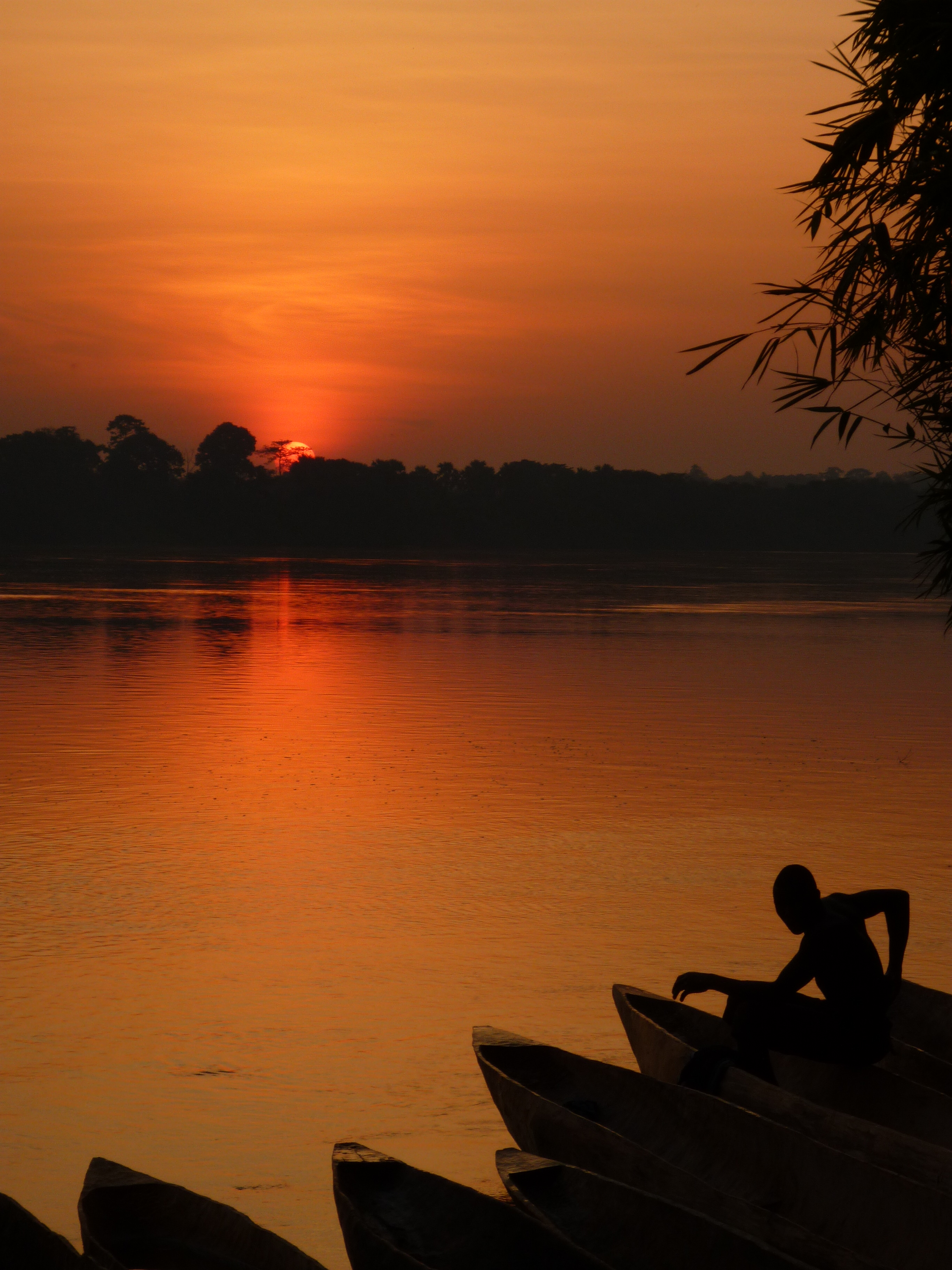
Atardecer sobre el río Mbomou en Bangassou (República Centroafricana).

El país también recibe agua adicional de los países vecinos: 3,4 km³ de la República Democrática del Congo, lo que representa la mitad del caudal de 6,8 km³ del Mbomou, un río fronterizo.
Así pues, los recursos hídricos del país ascienden a 144,5 kilómetros cúbicos (es decir, 144.500 millones de m³). Para una población de unos 4,5 millones de personas (a principios de 2009), la cantidad anual de agua disponible por habitante y año es, por tanto, superior a 30.000 metros cúbicos, lo que es muy elevado.
Se supone que todo el volumen de agua producida en el país sale de él, con destino al Chad por los ríos de la cuenca del Chari, y a los dos Congos por el Oubangui.

### Geología
La geología de la República Centroafricana (RCA) forma parte de la geología más amplia de África. La RCA ocupa una franja de rocas antiguas, de miles de millones de años de antigüedad, que registran aspectos significativos de la historia de la Tierra y producen minerales vitales para la pequeña economía del país.
El sur de la RCA forma parte del Cratón del Congo, una masa de tierra estable que data del Arcaico y que estuvo fusionada con el Cratón de Sao Francisco hasta la apertura del Océano Atlántico Sur. Algunas de las rocas más antiguas de la RCA pertenecen al Complejo Bomu, de 3.400 millones de años de antigüedad, que incluye gneis migmatítico y esquistos metasedimentarios que se extienden desde la República Democrática del Congo. 

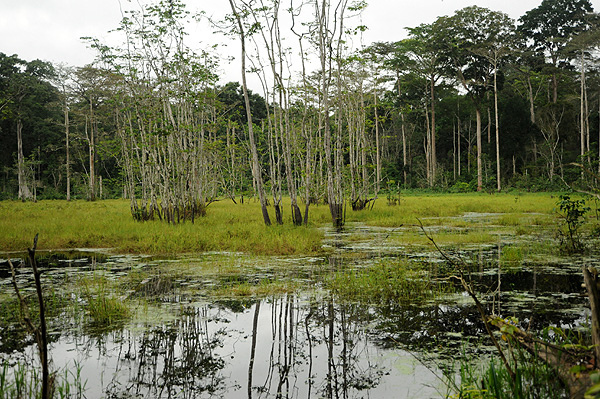
Laguna en la República Centroafricana

El Cratón del Congo funcionó en su día como un pequeño continente, hasta que se unió a Siberia durante la formación del supercontinente Columbia, hace entre 2.100 y 1.800 millones de años. Durante el tiempo en que el cratón formó parte del Columbia, se produjeron una serie de eventos volcánicos de gran provincia ígnea (LIP) en tres pulsos, hasta que el supercontinente se fragmentó. Posteriormente, el cratón del Congo se unió al supercontinente Rodinia hace entre 1.300 millones y 750 millones de años, tras un periodo en el que pudo existir como continente separado en el hemisferio sur. En aquella época, el continente era totalmente estéril, sin vida terrestre, y la región experimentó una glaciación a gran escala durante el Periodo Criogénico.
La parte septentrional del país se agrupa con el Metacratón Sahariano, que comenzó a formarse hace entre 3.000 y 2.000 millones de años y se aceleró con la Orogenia Panafricana y la creación del Cinturón de Oubangides en el Neoproterozoico. Tras la desintegración de Rodinia, la RCA moderna se situó cerca del centro del posterior supercontinente Pannotia, como parte de la roca basal totalmente ensamblada del actual continente africano. La región existía en el hemisferio sur como parte de los supercontinentes Gondwana y Pangea.
Aún se desconocen muchos aspectos de la historia geológica de la República Centroafricana. Junto con el estado brasileño de Bahía, la RCA es el único país conocido por albergar carbonados (agregados de diamante negro), que algunos investigadores han sugerido que podrían estar relacionados con el impacto de un meteorito precámbrico que también podría haber generado la anomalía magnética de Bangui.

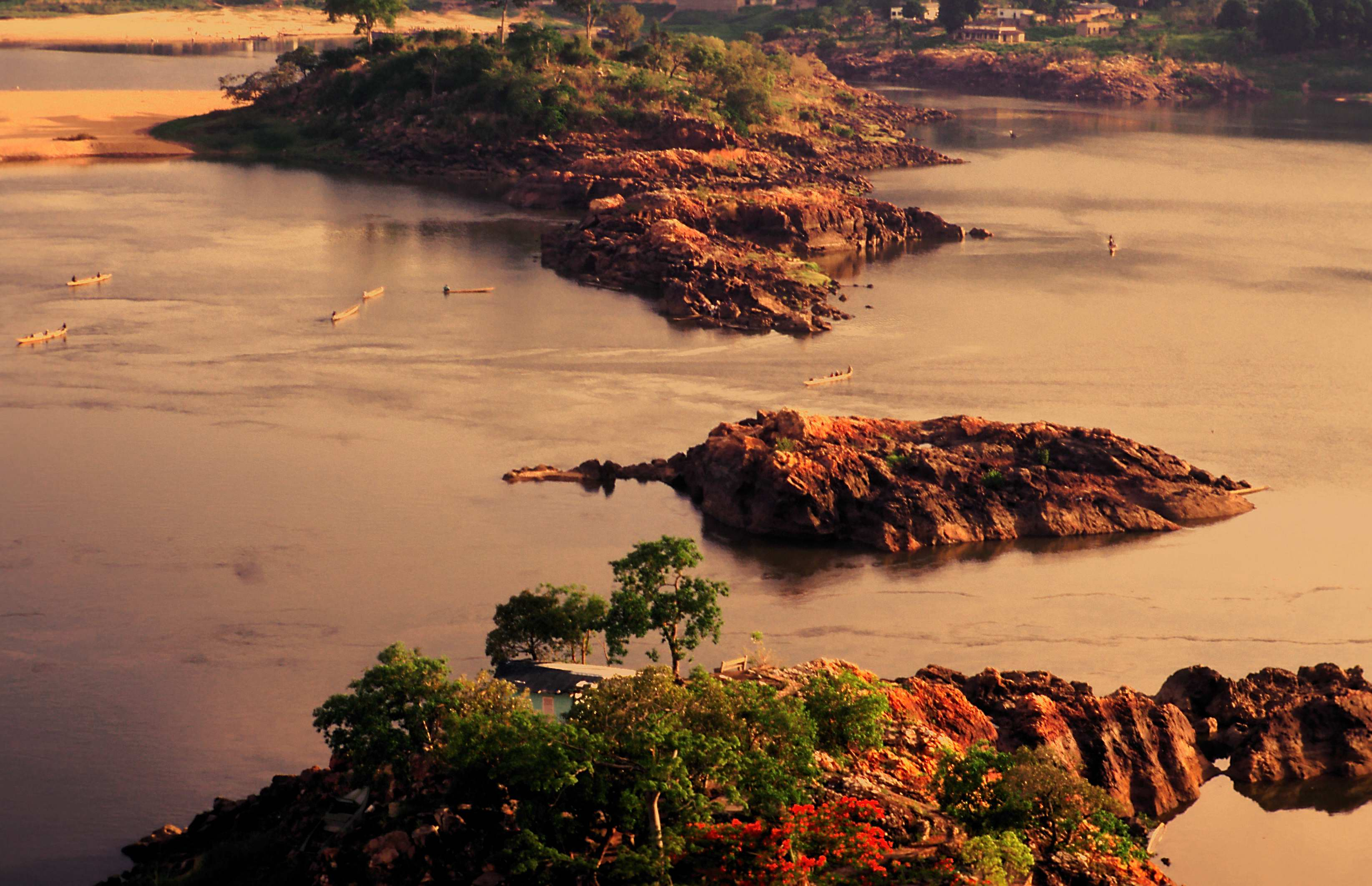
Isla en el Río Ubangui

Hasta el 60% del lecho rocoso de la República Centroafricana data del Precámbrico. Gran parte del país está situado en el Cratón Arcaico del Congo. El cinturón plegado ecuatorial del Norte, las granulitas panafricanas y los cinturones de piedra verde se encuentran en el norte y el centro del país. Las areniscas cretácicas se extienden por el oeste y el centro de la república. La Formación Bakouma incluye extensos depósitos de carbonatos, coladas glaciares y tillitas datados en el Neoproterozoico.
Estratigráficamente, las unidades inferiores de roca precámbrica son granito, anfibolita, gneis y roca gneis-migmatita, probablemente del Neoarqueico. Estas secuencias, divididas en el Cinturón de Bandas y el Cinturón de Dekoa, se describen a menudo como un cinturón de piedra verde. En estas capas intruyen con frecuencia batolitos granitoides y diques de dolerita que datan del Proterozoico. La secuencia superior es cuarcita y esquisto de edad neoproterozoica y tiende a estar plegada, pero sólo débilmente metamorfoseada. En el oeste, la Formación Mambere y la Formación Kombele en el este registran sedimentos glaciares, mientras que la erosión y la actividad fluvial dejaron tras de sí las formaciones cretácicas de arenisca Mouaka-Ouadda y Carnot-Berberati, así como las mesetas de la Arenisca Bambio del Eoceno. Durante el Cuaternario se produjo una extensa meteorización de las rocas superficiales, de hasta 40 metros de profundidad.
Los plinthosoles ricos en hierro dominan la mayor parte del centro del país. Los depósitos de psamment no consolidados (también conocidos como arenosoles) ocupan una sección del oeste y el centro del país junto con suelos agrupados bajo la clasificación de la FAO de ferralsoles, suelos ricos en hierro y aluminio. En el norte y a lo largo de la frontera con el Congo se encuentran gleysoles hídricos, de color gris azulado.

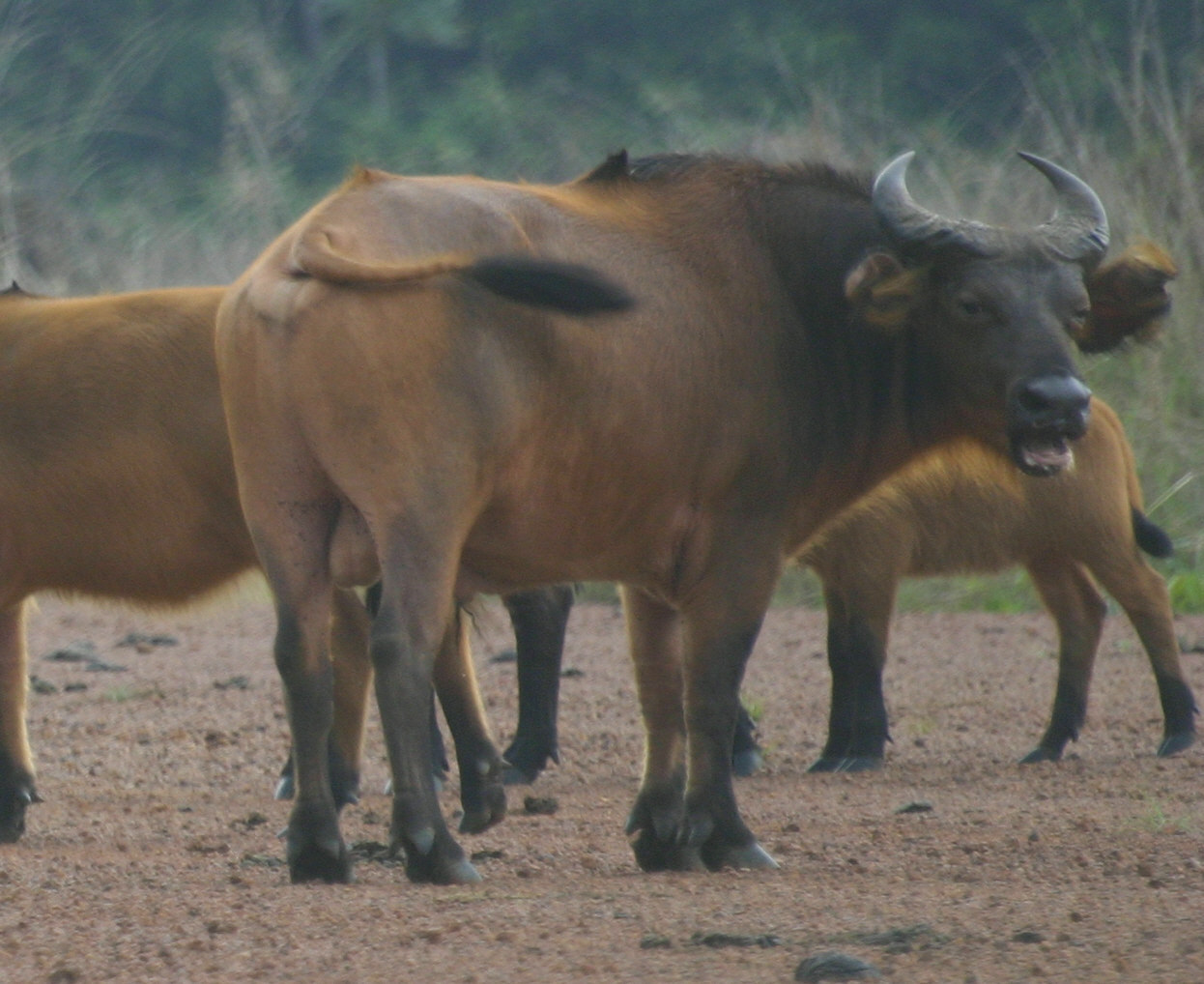
Búfalos en el parque nacional de Lobéké

### Ecología
La República Centroafricana posee una flora y una fauna típicas del centro del continente. Se destaca el parque nacional del Manovo-Gounda St. Floris, en el norte del país, por su abundancia de especies en peligro de extinción. Situado en la prefectura de Bamingui-Bangoran, abarca una superficie de 1.740.000 ha, en él se encuentran especies en peligro de extinción como el rinoceronte negro, el guepardo, elefantes, leopardos, búfalos, etc.. Fue declarado Patrimonio de la Humanidad por la Unesco en 1988 y en 1997 fue incluido en la Lista del Patrimonio de la Humanidad en peligro.
Los biomas presentes en la República Centroafricana son la selva umbrófila y la sabana. Según WWF, las selvas de la República Centroafricana corresponden a tres ecorregiones diferentes: la selva de tierras bajas del Congo noroccidental en el extremo suroeste, la selva de tierras bajas del Congo nororiental en el sur y la selva pantanosa del Congo occidental en un pequeño enclave en la frontera común con la República del Congo y la República Democrática del Congo.
En cuanto a la sabana, está repartida de norte a sur entre la sabana de acacias del Sahel, la sabana sudanesa oriental y el mosaico de selva y sabana del norte del Congo.

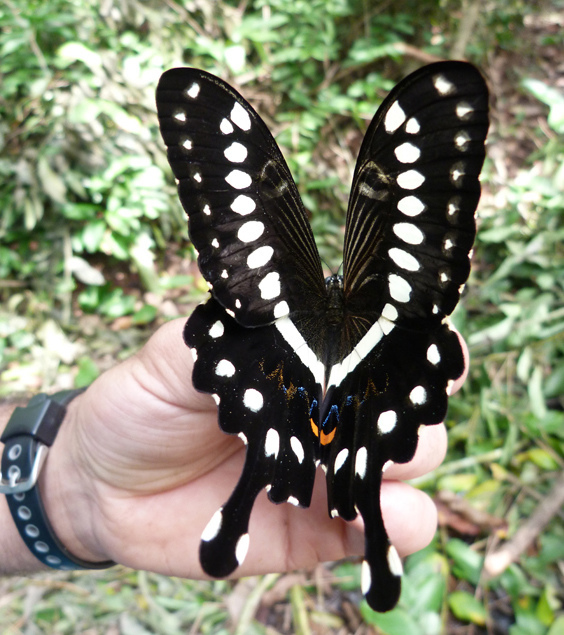
Una mariposa Papilio lormieri en la República Centroafricana

La fauna salvaje de la República Centroafricana se distribuye en su vasto hábitat natural, situado entre las selvas tropicales y las grandes sabanas de la cuenca del Congo, donde la densidad humana era inferior a 0,5 por km² antes de 1850. Esta zona forestal de 22,755 millones de habitantes, considerada uno de los almacenes más ricos de fauna salvaje repartida entre parques nacionales, reservas de caza y zonas de caza comunitarias, ha experimentado una alarmante pérdida de fauna salvaje debido a la codicia por el marfil y la explotación de la carne de animales silvestres por parte de los cazadores, en su mayoría esclavistas árabes procedentes del otro lado de las fronteras de la República Centroafricana con Chad y Sudán.
Al darse cuenta de la grave amenaza que se cernía sobre la vida salvaje, los colonos -la administración francesa- en 1935 y más tarde el gobierno de la RCA, promulgaron leyes y crearon parques nacionales y reservas, que cubrían el 16,6% del país. Los tres parques nacionales más codiciados son el parque nacional de Manovo-Gounda St. Floris, con sus supuestas "mayores concentraciones de hipopótamos del mundo", el parque nacional de Bamingui-Bangoran, en el norte, y la reserva de Dzanga-Sangha, que abarca selvas tropicales. El parque nacional de Manovo-Gounda-Saint-Floris, en particular, fue inscrito en la Lista del Patrimonio Mundial de la UNESCO en 1988, en reconocimiento a la diversidad de vida presente en él en cuanto a su riqueza de flora y fauna.
En 2014, se concedió la gestión de la Reserva Natural de Chinko, en el este de la República Centroafricana, a través de una asociación público-privada con el Ministerio de Vida Silvestre, Agua y Bosques de la República Centroafricana y African Parks, una ONG conservacionista que asume la gestión directa y a largo plazo de parques nacionales y áreas protegidas en colaboración con los gobiernos para salvar la vida silvestre, restaurar los paisajes y garantizar medios de vida sostenibles para las comunidades locales. African Parks tiene el mandato de gestionar esta zona protegida, ahora denominada Proyecto Chinko, durante los próximos 50 años.

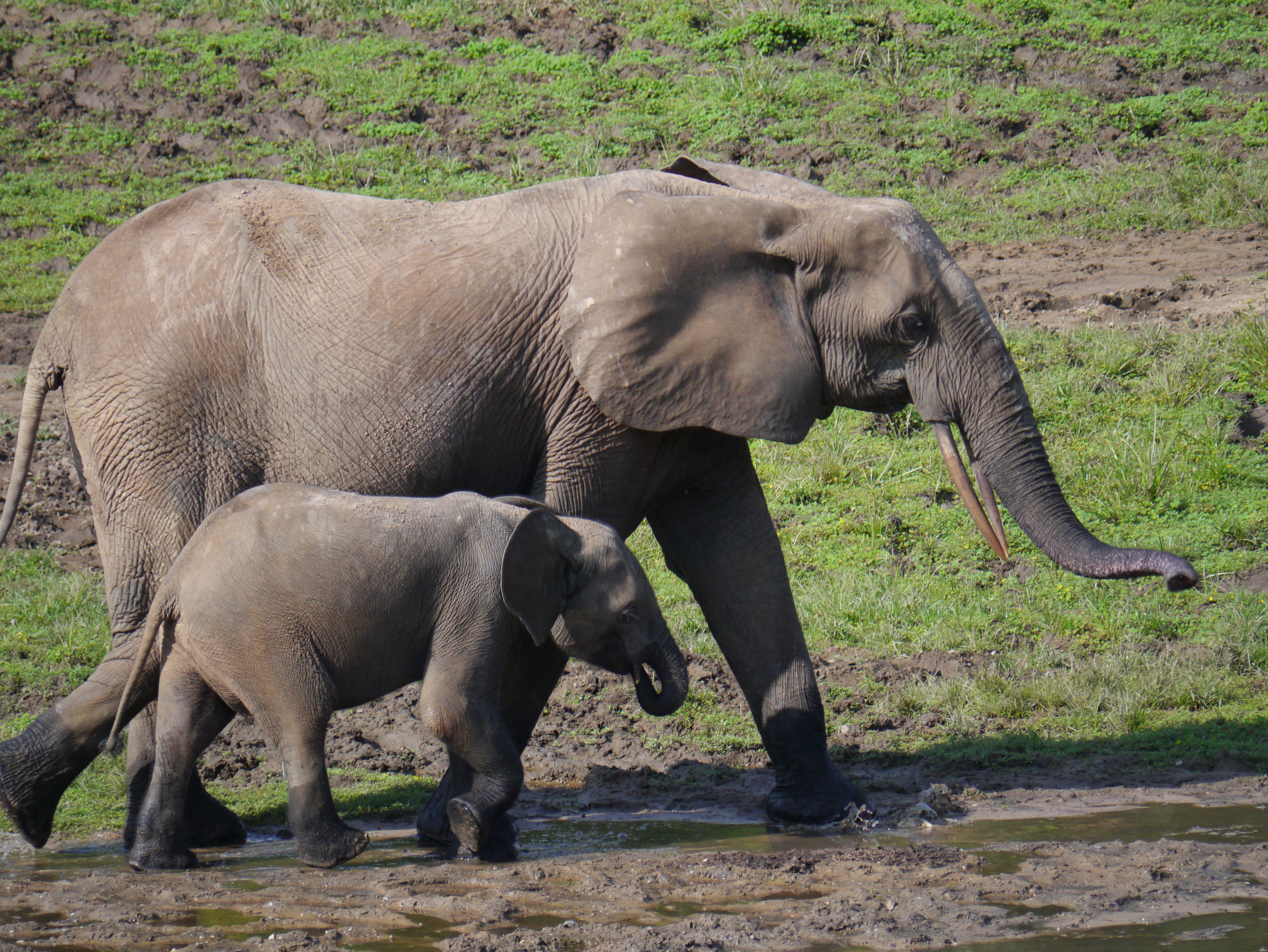
Elefantes en Dzanga Sangha

Sin embargo, los instrumentos legales no han sido eficaces para controlar las actividades de caza furtiva con fines lucrativos, ya que el apoyo institucional a las áreas protegidas ha sido siempre escaso y los cazadores y madereros no dejan de ejercer sus actividades ni siquiera en los parques nacionales. La mayor parte de la madera extraída de la RCA se exporta a Europa.
Situado al este de la RCA, Chinko es uno de los únicos reductos que quedan en la región para numerosas especies, entre ellas el eland Lord Derby, el bongo y los chimpancés, que están muy amenazados. Sin embargo, este importante ecosistema está sometido a una tremenda presión por parte de los cazadores furtivos de marfil militarizados y los intensos niveles de pastoreo de ganado.
La riqueza de la fauna de la República Centroafricana se refleja en sus cerca de 3.600 especies de plantas, 663 de aves, 209 de mamíferos (incluidas dos especies endémicas y 11 amenazadas), 187 de reptiles y 29 de anfibios.

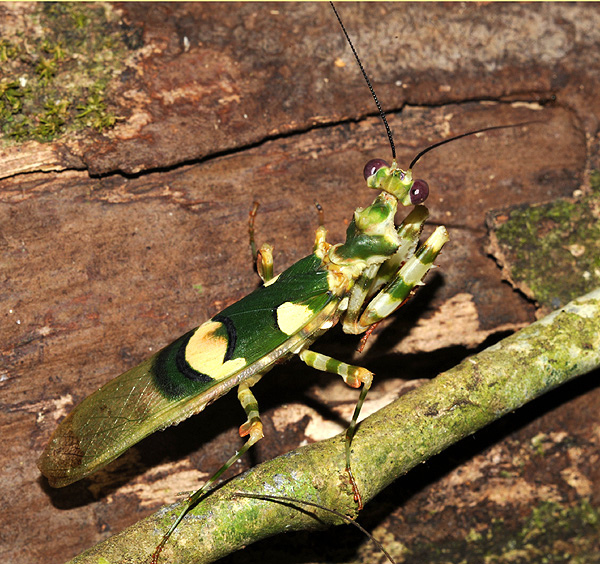
Mantis Chlidonoptera roxanae

#### Protección legal
Para preservar la vegetación forestal única que cubre el 35% de la superficie del país y la vida salvaje que alberga, y poner fin a la intensa actividad de caza furtiva desde el otro lado de su frontera internacional con Chad y Sudán, se hizo necesaria la creación de parques y reservas nacionales para preservar el entorno de rico patrimonio natural. La administración francesa, como colonos del país en 1935, y más tarde el gobierno de la República Centroafricana promulgaron leyes para crear parques nacionales, parques presidenciales, reservas naturales estrictas, reservas de vida salvaje, reservas especiales y reservas de la biosfera.
Los parques nacionales creados son el parque nacional de André Félix, el parque nacional de Bamingui-Bangoran, el Manovo-Gounda Saint Floris y el Zdanga-Ndoki; el parque presidencial es el D'Avakaba; las reservas naturales estrictas son la Reserva de Mbaéré-Bodingué y la Reserva de Vassaka-Bolo; las reservas de fauna salvaje son la reserva de Aouk-Aoukale, la reserva de Gribingui-Bamingui, la reserva de Koukourou-Bamingui, la reserva de Nana-Barya, la reserva de Ouandja-Vakaga, la reserva de Yata-Ngaya y la reserva de Zemongo; la reserva especial es la de Dzanga-Sangha; y la reserva de la biósfera es la de Basse-Lobaye. 

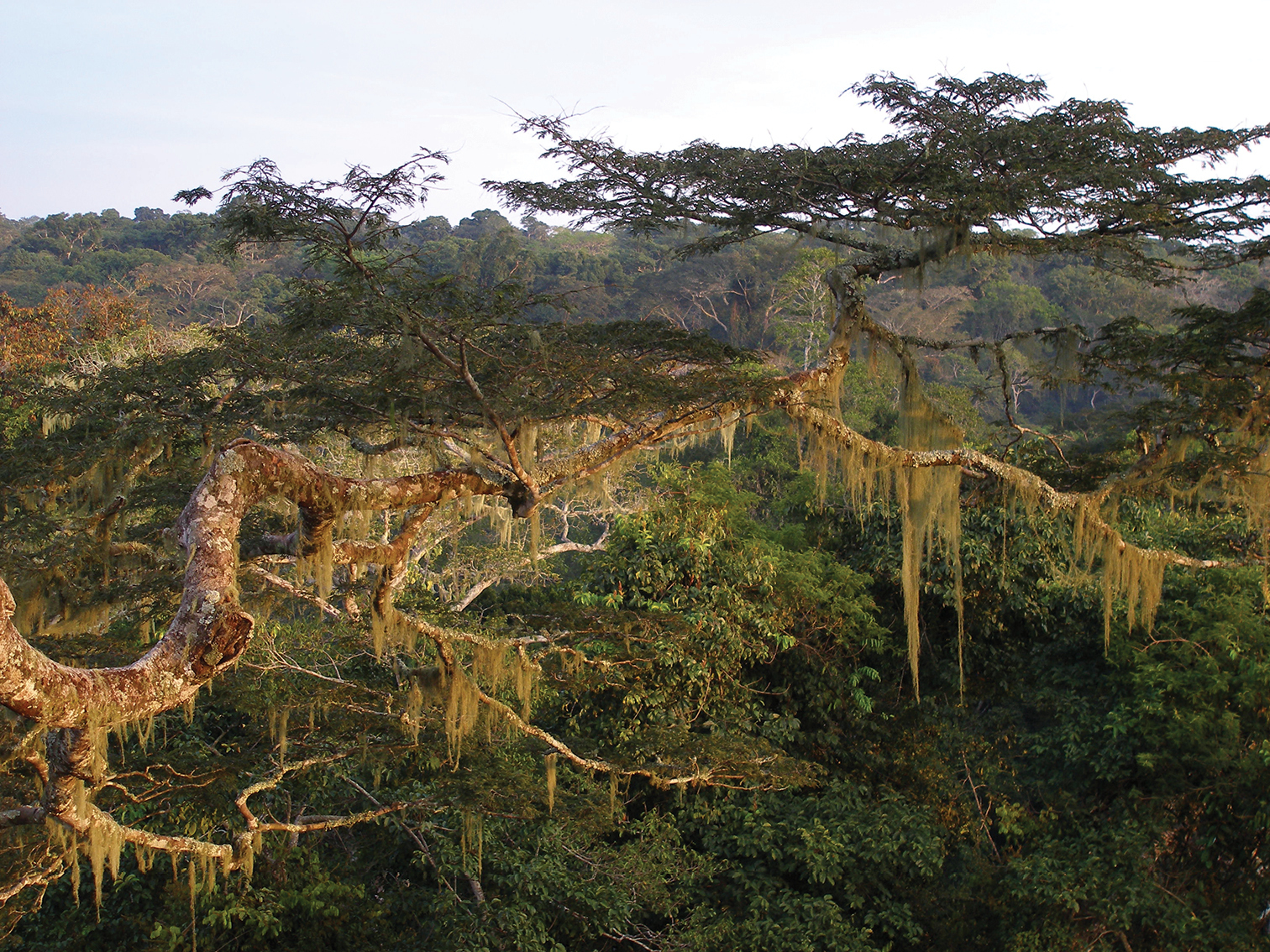
Parque nacional Dzanga-Ndoki

Importantes ordenanzas promulgadas por la República Centroafricana se refieren a la protección de la vida salvaje y la regulación de la caza, bajo la directriz de que la vida salvaje forma parte integrante del patrimonio nacional. La ley define las categorías de zonas protegidas y las normas prescritas para su creación, además de los aspectos de gestión de las especies total o parcialmente protegidas y de las especies cinegéticas ordinarias; también se han enumerado los procedimientos de regulación de la caza para las especies cinegéticas ordinarias. La caza de especies totalmente protegidas está prohibida. Las especies parcialmente protegidas pueden cazarse con un permiso específico. También se definen la captura y el transporte de animales salvajes por el Departamento de Fauna y Flora Silvestres y bajo su control, las medidas de ejecución y las sanciones.

## Economía
| Exportaciones a                                      | Exportaciones a | Importaciones desde | Importaciones desde |
| País                                                 | Porcentaje      | País                | Porcentaje          |
| ---------------------------------------------------- | --------------- | ------------------- | ------------------- |
| Bélgica                                              | 31,5%           | Países Bajos        | 19,5%               |
| China                                                | 27,7%           | Camerún             | 9,7%                |
| República Democrática del Congo                      | 8,6%            | Francia             | 9,3%                |
| Indonesia                                            | 5,2%            | Corea del Sur       | 8,7%                |
| Otros                                                | 27%             | Otros               | 52,8%               |
| Fuente: Agencia Central de Inteligencia (CIA), 2012. |                 |                     |                     |

Evolución histórica del PIB real per cápita en la República Centroafricana

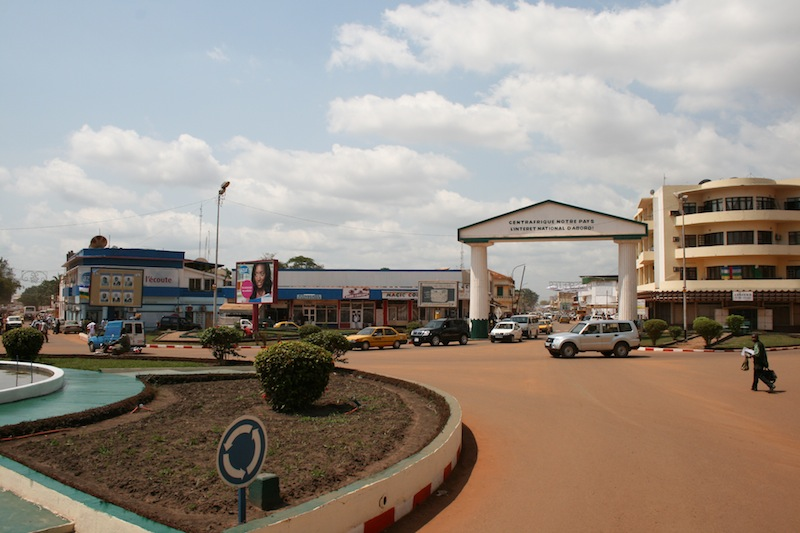
Área comercial de Bangui

La economía de la República Centroafricana se fundamenta esencialmente en la explotación de los recursos agrícolas y naturales usando técnicas tradicionales. Exceptuando en las ciudades principales, la población está muy dispersa por el territorio practicando una agricultura de subsistencia basada en la mandioca, maíz, cacahuetes, y en menor medida se explota cacao y algo de café.
El sector maderero, caracterizado por la anárquica explotación de los recursos, constituye una parte sustancial de las exportaciones. La minería, (a excepción de los diamantes), el oro y el uranio, no ha sido explotada.
La industria depende del sector minero y de pequeñas empresas; y el sector servicios es, sobre todo, público. Los recursos energéticos propios son escasos y el país depende de las importaciones, con la salvedad de algunas centrales hidroeléctricas. El petróleo se importa de Camerún.

El conflicto permanente que ha asolado al país ha dificultado su desarrollo, pues este hace que se incumplan reiteradamente los proyectos, públicos o privados, de reactivación económica.

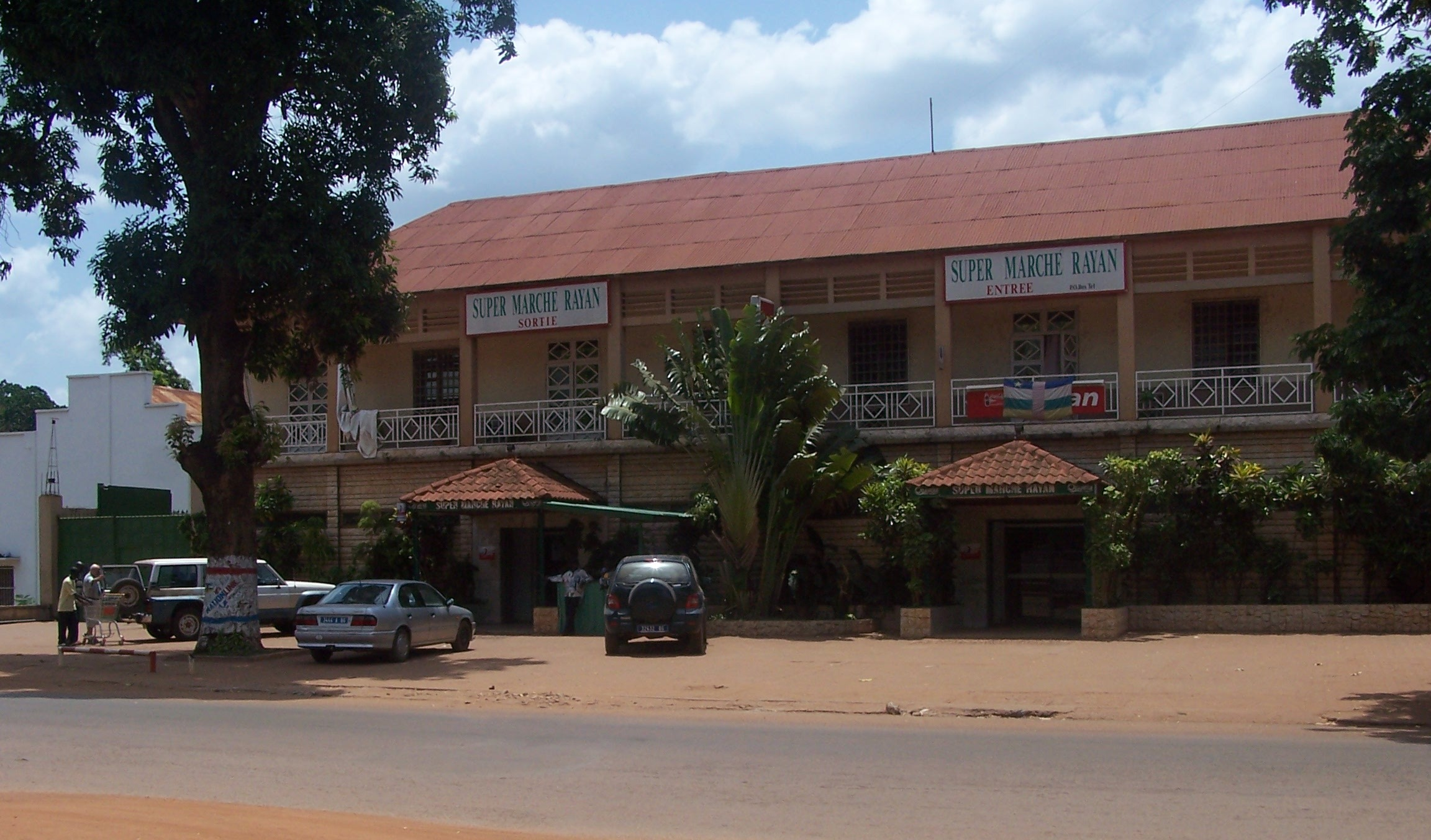
Supermercado en la capital del país

### Agricultura y silvicultura
Los principales cultivos son la mandioca, el plátano, el maíz, el café, el algodón y el tabaco.
El potencial de los suelos se estima en 15 millones de hectáreas. (150.000 kilómetros cuadrados).
El noroeste y el centro del país representan una importante cuenca agrícola para los cultivos de algodón y caña de azúcar. Sin embargo, la debilidad de las infraestructuras y del apoyo a la producción, que sigue siendo principalmente extensiva, limita mucho los rendimientos, que son muy inferiores a los de los países vecinos. El hecho de que el país no tenga salida al mar sigue siendo una gran desventaja.
En 2009, la producción ganadera se basaba en un estimado de unos 15 millones de cabezas.

La República Centroafricana obtuvo una puntuación media del Índice de Integridad del Paisaje Forestal 2019 de 9,28, lo que la sitúa en el séptimo puesto de 172 países.

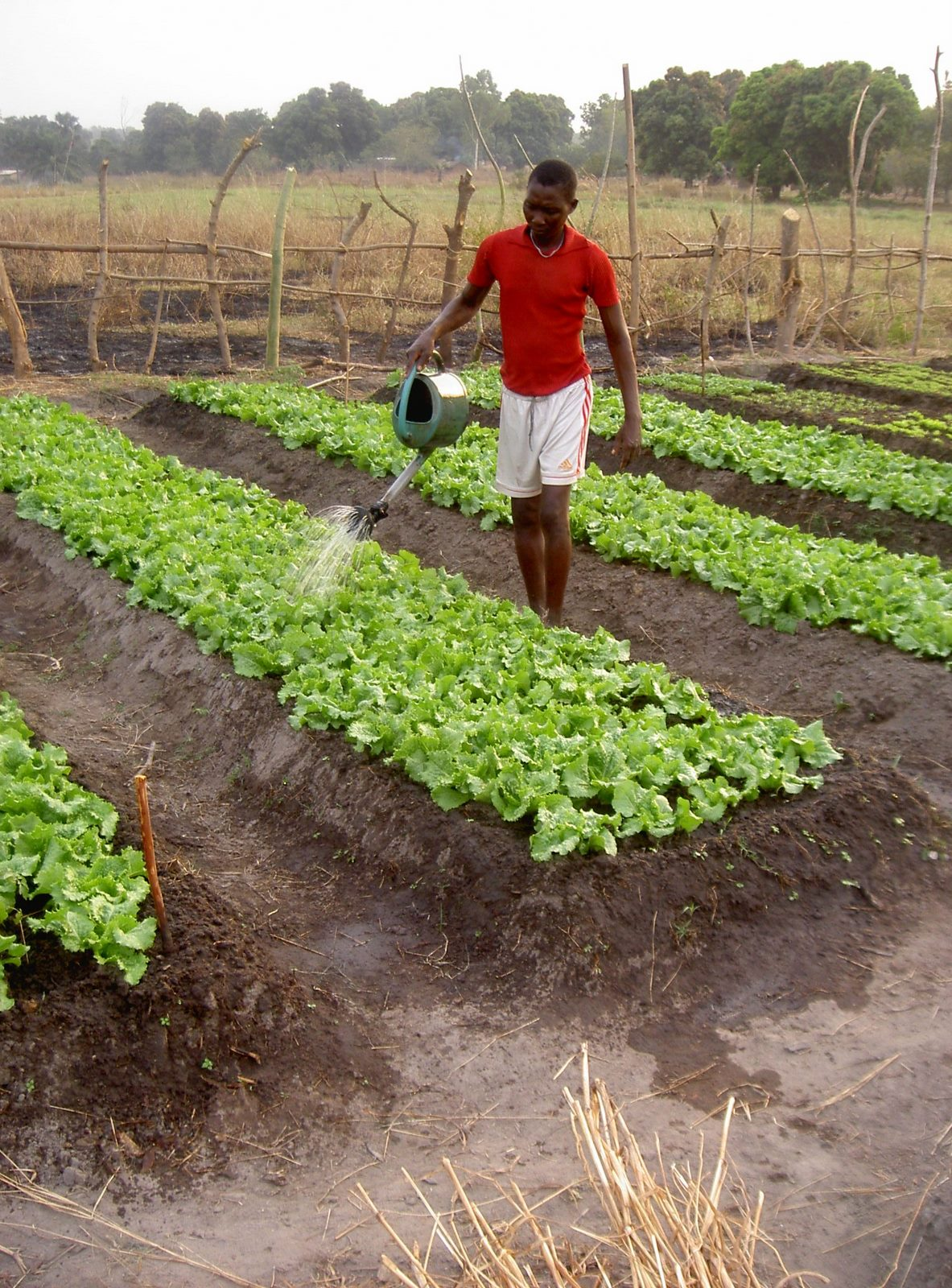
Campesino centroafricano en un cultivo de Lechuga

La silvicultura es uno de los principales contribuyentes al PIB, con importantes recursos de madera tropical. El bosque centroafricano cubre una superficie de 3,8 millones de hectáreas (38.000 kilómetros cuadrados ). Desde el principio de la colonización, los árboles del caucho se explotan por su látex; hoy en día, las especies están más diversificadas. Las especies menos nobles se procesan localmente en una pequeña industria de contrachapado, mientras que las más valiosas se exportan sin procesar como troncos.

### Minería
La producción de diamantes de aluvión de muy buena calidad (diamantes de joyería) es de unos 500.000 quilates en bruto al año.
La República Centroafricana ocupa el cuarto o quinto puesto mundial en calidad de diamantes.
La producción real es difícil de estimar, en torno al doble de esta cifra; existe un importante contrabando en este sector. La producción, el comercio y la talla de diamantes son regularmente objeto de proyectos de nacionalización o liberalización. Los jefes de Estado centroafricanos siempre se han beneficiado de los diamantes, y Jean-Bedel Bokassa (1966-1979) los utilizó con fines diplomáticos, como durante el asunto de los diamantes con el presidente francés Giscard d'Estaing.
En 2013, la República Centroafricana fue suspendida del Proceso de Kimberley, destinado a combatir los llamados diamantes de sangre.

En los años sesenta, la Comisión Francesa de Energía Atómica (Commissariat français à l'énergie atomique) descubrió en Bakouma un yacimiento de fosfato de uranio96.Se cree que la República Centroafricana posee unas 20.000 toneladas de reservas de uranio.

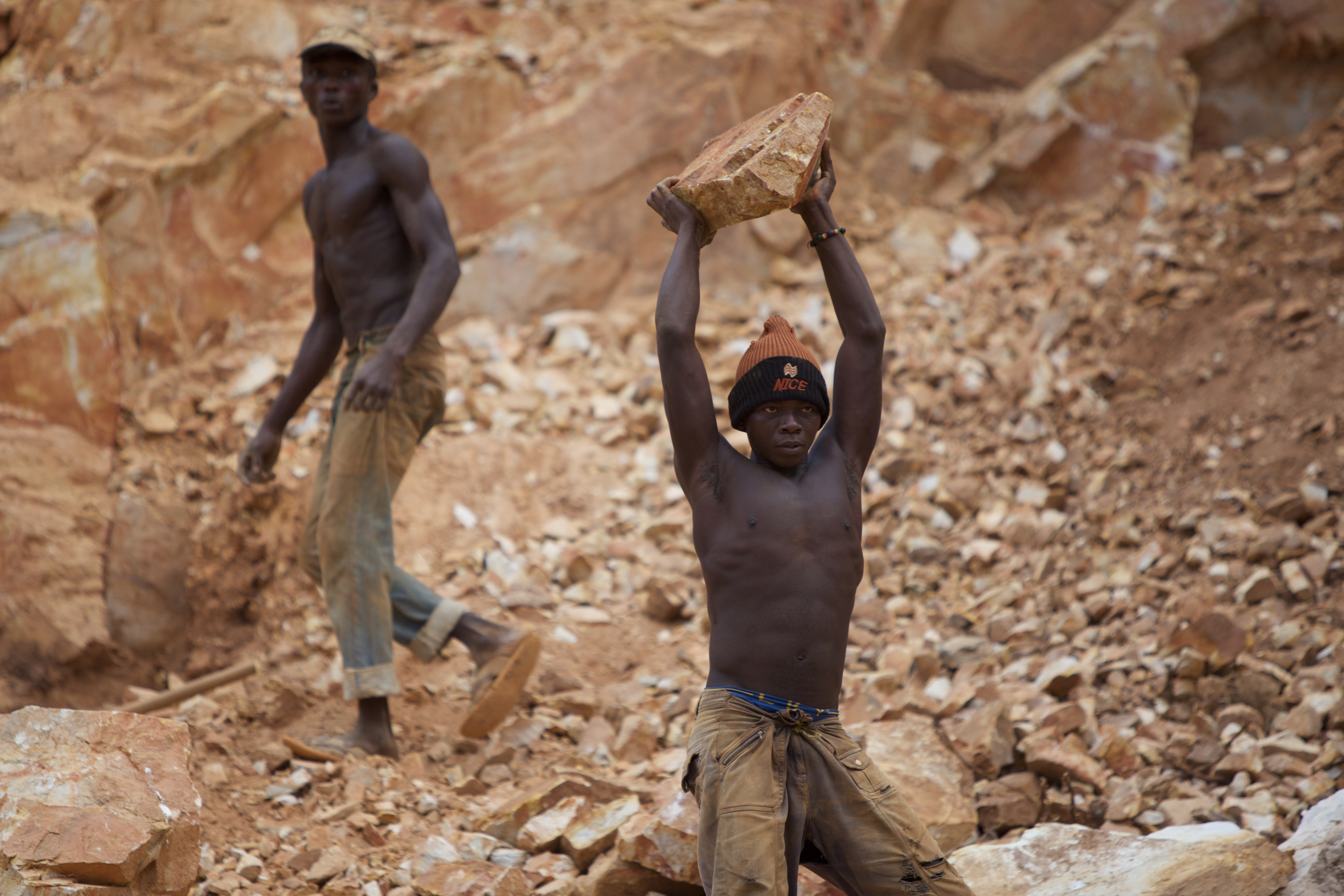
Canteros en la República Centroafricana

En agosto de 2008, el grupo nuclear Areva firmó un contrato de cinco años por valor de 18.000 millones de francos CFA (27 millones de euros) con el gobierno de François Bozizé para un proyecto de yacimiento de uranio en Bakouma, a 900 km al noreste de Bangui.
Sin embargo, Areva abandonó el proyecto debido a la inseguridad y a la caída mundial de los precios del uranio tras el accidente nuclear de Fukushima en 2011.

### Industria
El tejido industrial, que nunca estuvo muy desarrollado en comparación con países vecinos como Camerún, ha sufrido sucesivos problemas militares y políticos, y ahora es prácticamente inexistente. Algunas de las industrias desarrolladas en los años 70 (fábricas de tejidos, calzado, etc.) han desaparecido. Todavía existe cierta producción local de cerveza y transformación de aluminio.El sector privado emplea a unas 11.000 personas.
Los servicios públicos (agua, electricidad, teléfono por cable, etc.), que son monopolios públicos, se encuentran en una situación financiera difícil, y los equipos, debido a la falta de mantenimiento e inversión, están en su mayoría obsoletos, lo que provoca frecuentes interrupciones del servicio. El alto nivel de endeudamiento del presupuesto nacional y el bajo nivel de recursos propios dificultan la gestión del Estado (impago de los salarios de los funcionarios, huelgas y agitación social) y contribuyen a la fragilidad de las instituciones políticas.

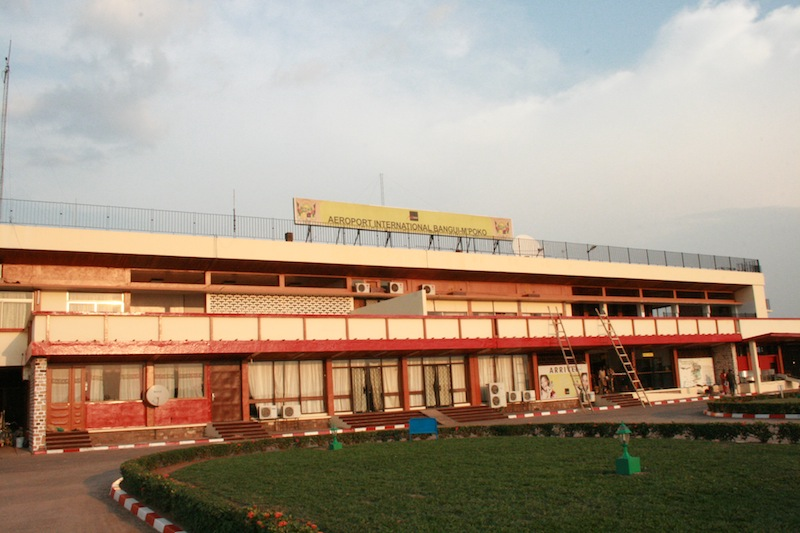
Terminal del Aeropuerto Internacional de Bangui

Un marco legislativo anacrónico o incluso inexistente, la falta de infraestructuras de transporte y un alto nivel de corrupción caracterizan la economía de la República Centroafricana, que también forma parte de instituciones destinadas a la integración subregional o regional, como la Comunidad Económica y Monetaria del África Central (CEMAC).

### Transporte
Las infraestructuras y servicios de transporte de la República Centroafricana constituyen el núcleo de sus retos de desarrollo. El país es a la vez relativamente extenso (623.000 kilómetros cuadrados más grande que España Ucrania o Francia), con una densidad media de población baja (6 habitantes/km²), y alejado de la costa. El puerto marítimo más cercano, Douala, está a 1.450 km de Bangui. Hay 2.000 km hasta el Océano Índico y 3.000 km hasta el Mediterráneo.

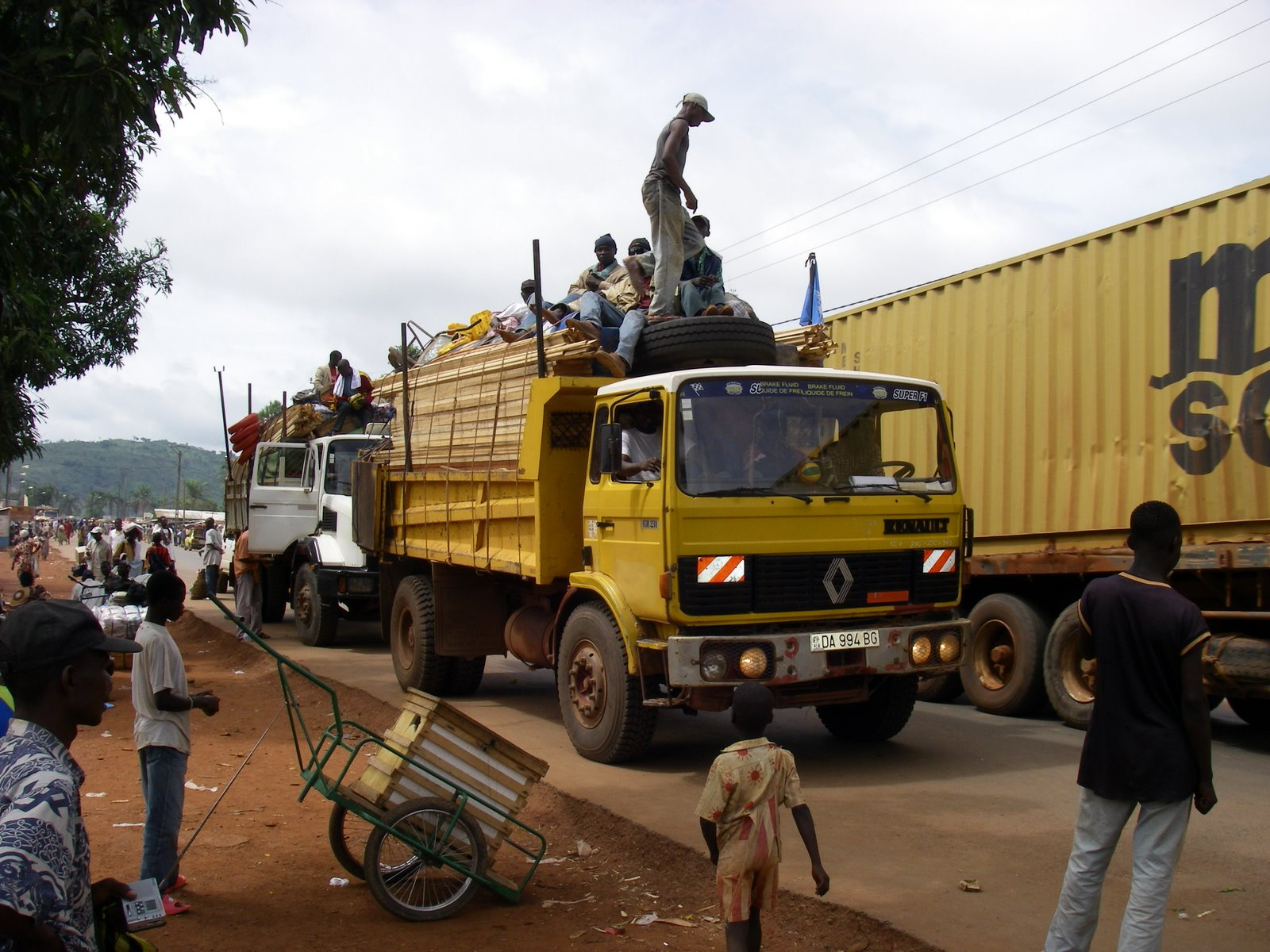
Camiones transportando mercancía y trabajadores en la capital nacional

Las exportaciones de la República Centroafricana se ven gravemente penalizadas por los costes de transporte adicionales asociados a la falta de litoral. Los costes de transporte representan alrededor del 50% del precio de venta de los troncos centroafricanos. Para las importaciones, el impacto de los costes de transporte también es muy significativo. Por ejemplo, la diferencia de precios del combustible entre la República Centroafricana y Camerún oscila entre 160 y 200 francos CFA por litro.
En la República Centroafricana no funciona actualmente el transporte ferroviario, ya que el país no dispone de ninguna línea de ferrocarril. Entre 1920 y 1960 funcionó una línea ferroviaria de 6 km que unía los pueblos de Zinga y Mongo. Esta línea permitía cruzar por tierra el umbral de Zinga, en el río Ubangui. La Compagnie Générale de Transport en Afrique Equatoriale (CGTAE), empresa de transporte fluvial, explotó esta línea hasta 1960.
En 2007, el país contaba con 24.492 km de carreteras, incluidos 5.318 km de carreteras nacionales, 3.909 km de carreteras regionales y 15.265 km de caminos rurales4. En 2003, circulaban 1.850 vehículos privados y 1.650 vehículos comerciales.

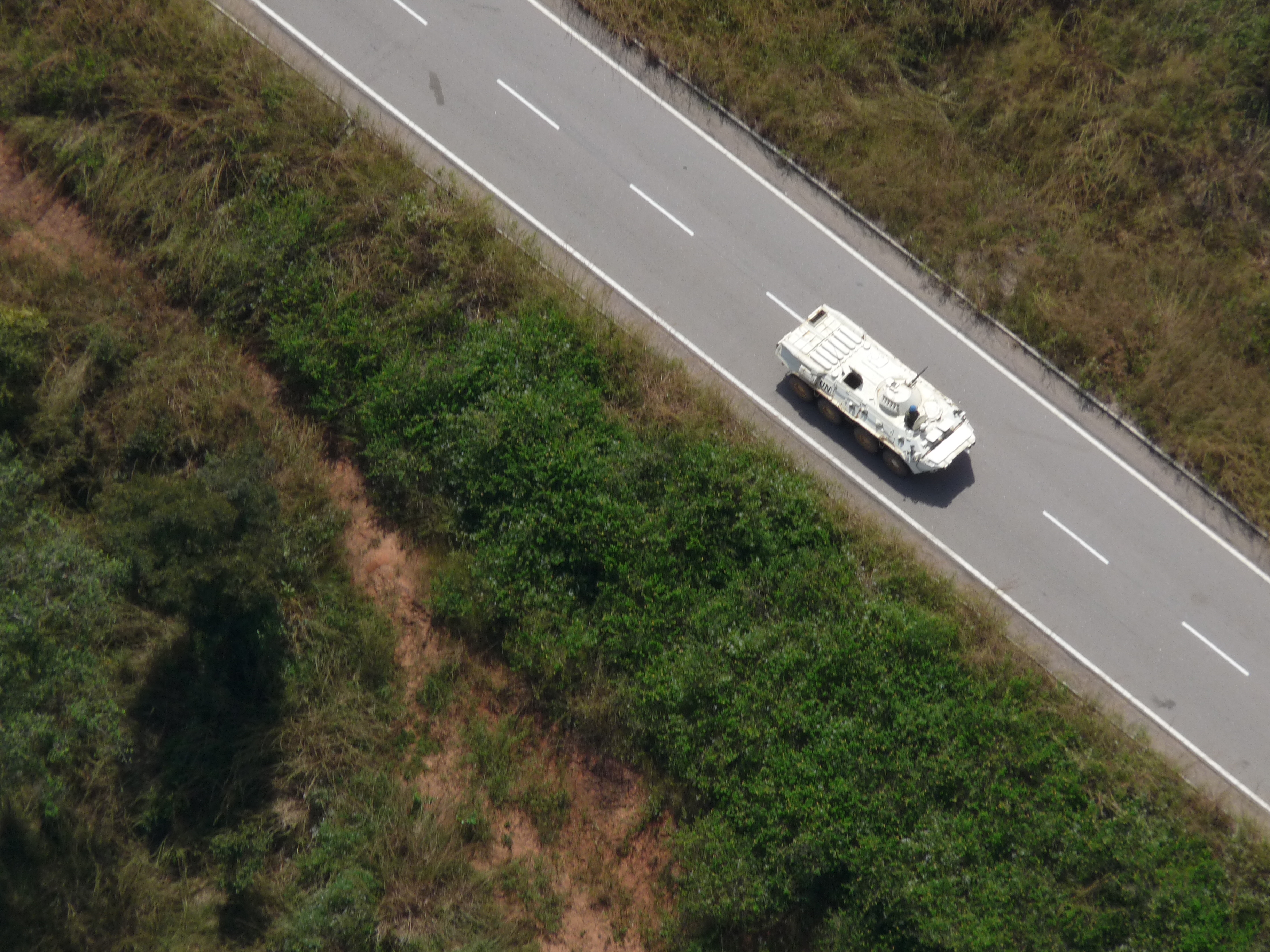
Una de las rutas nacionales de la República Centroafricana

La República Centroafricana cuenta con 5.000 km de carreteras nacionales, de los cuales casi 650 km están asfaltados.
La ruta fluvial a través de los ríos Congo y Oubangui es la vía histórica de transporte y comercio de la región. Los tres principales ríos navegables son el Oubangui, el Sangha y el Mpoko, que suman casi 900 km y están unidos a la red fluvial de la cuenca del Congo-Oubangui-Sangha, de unos 2.000 kilómetros. La navegabilidad está garantizada durante las estaciones lluviosa y de crecida.
En 2004, el país contaba con unos cincuenta aeródromos, tres de ellos con pistas pavimentadas. El aeropuerto internacional de Bangui, o Bangui-Mpoko, es el mayor del país. En 2015, ASECNA contabilizó 38 aeródromos y pistas: Alindao, Bakouma, Bambari, Bambouti, Bangassou, Batangafo, Berbérati, Birao-Poste, Bocaranga, Boda, Bossangoa, Bouar, Bouca, Bozoum, Bria, Carnot, Damara, Dékoa, Gamboula, Grimari, Kaga-Bandoro, Kavadja, Kembé, Kouango, Melle-Gordil, Mobaye, Ndélé, Obo-Mboki, Obo-Poste, Ouadda, Ouanda-Djallé, Paoua, Sarka, Sibut, Rafaï, Yalinga, Zémio.

## Demografía

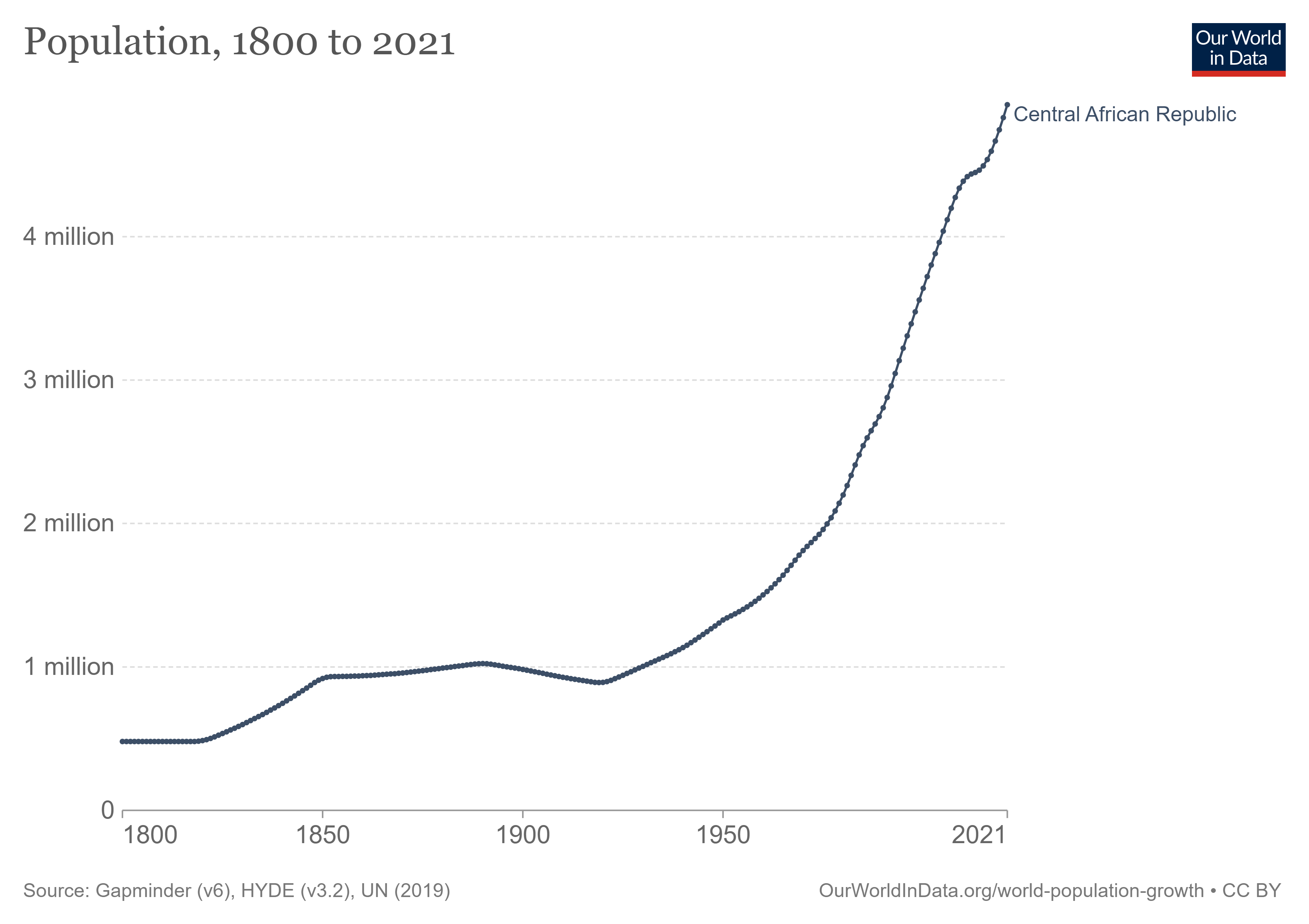
Evolución de la población de la República Centroafricana.

### Grupos étnicos
La República Centroafricana tiene una población de 4.369.000 habitantes (2007), de los cuales el 99,5 % es de raza negra y el 0,5 % blanca (es decir europeos o descendientes). Los blancos, junto con algunos grupos de población negra, dominan la vida política y económica del país, teniendo un estatus social medio o alto. Frente a ellos se sitúa la mayoría negra que vive en la pobreza o extrema pobreza. El promedio de hijos por mujer es de 4,32.[cita requerida]
Existen más de ochenta grupos étnicos en la República Centroafricana, cada uno con su propio idioma. Cerca del 50 % es Baya-Mandjia y el 40 % es Banda (la mayoría ubicados en la parte norte y central del país), y el 7% es M'Baka (ubicados en el sudoeste del país).
Los continuos problemas económicos y políticos que padece el país provocan una continua emigración a otros países, principalmente Francia.

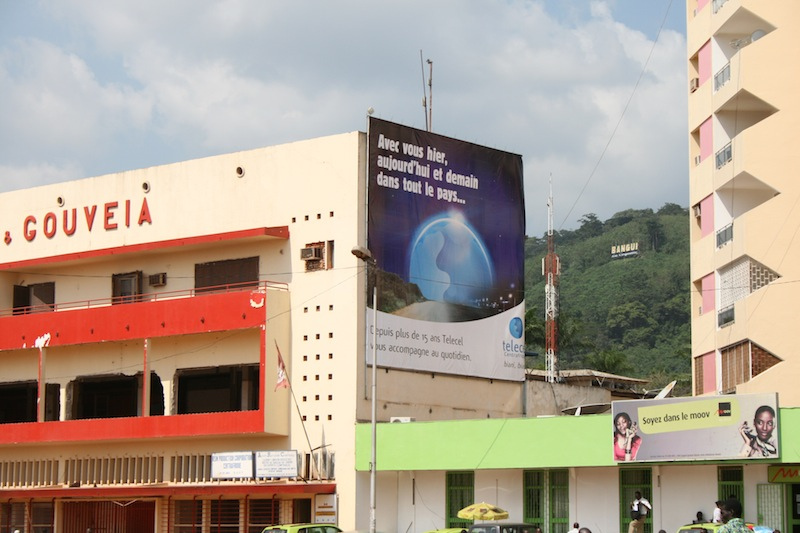
Carteles escritos en francés en Bangui la capital del país

### Idiomas
Las dos lenguas oficiales de la República Centroafricana son el francés y el sango. El país cuenta con más de ochenta grupos étnicos, cada uno de los cuales habla dialectos diferentes. El sango, lengua franca, es una auténtica lengua de comunicación, muy utilizada en el país durante la época de la colonización francesa para los intercambios y el comercio. Sin embargo, no la hablan los habitantes del Norte, región predominantemente musulmana. El sango tiene su origen en la lengua ngbandji hablada por los pueblos procedentes de Libia en el extremo sur del Alto Egipto, según los relatos orales de esta etnia homogénea y unida que se encuentra en la República Centroafricana y en la República Democrática del Congo, entre otros lugares. Tras emigrar a lo largo de los ríos Oubangui y Mbomou, siguen sobre todo la orilla izquierda y se extienden hacia el interior. Entre los subgrupos de esta etnia se encuentran los yakoma, los sango, los dendi, los mbangui y los gbodo.
La República Centroafricana es miembro de la Organización Internacional de la Francofonía y de la Asamblea Parlamentaria de la Francofonía.
El francés es la primera lengua oficial del país desde 1963 y la habla el 29% de la población. Es esencialmente la lengua de la palabra escrita y de las situaciones formales. Según la Delegación General para la Lengua Francesa y las Lenguas de Francia, el 7,5% de la población del país es francófona real.
El francés sigue imponiéndose como lengua principal de la administración, la educación, la apertura al mundo, la prensa escrita y la promoción social: es la principal lengua oficial de referencia y sigue ganando terreno en la administración. Los centroafricanos, alfabetizados o no, muestran una clara voluntad de utilizar lo mejor posible la lengua francesa. En algunos hogares, los padres enseñan a sus hijos, que aún no están escolarizados, a hablar francés. Los centroafricanos aprecian plenamente este entusiasmo por el francés, ya que se trata de una lengua internacional, una lengua de prestigio de la que no se puede prescindir. Fuera del círculo familiar, se pueden encontrar carteles, anuncios, publicidad y otras informaciones escritas en francés a lo largo de las calles, en los puestos y supermercados y en las fachadas de los edificios administrativos".

### Religión
| Religión en la República Centroafricana (2003) | Religión en la República Centroafricana (2003) | Religión en la República Centroafricana (2003) | Religión en la República Centroafricana (2003) | Religión en la República Centroafricana (2003) |
| ---------------------------------------------- | ---------------------------------------------- | ---------------------------------------------- | ---------------------------------------------- | ---------------------------------------------- |
| religión                                       | religión                                       |                                                | porcentaje                                     | porcentaje                                     |
| Cristianos                                     | Cristianos                                     |                                                | 80.3 %                                         | 80.3 %                                         |
| Islam                                          | Islam                                          |                                                | 10.1 %                                         | 10.1 %                                         |
| Animista                                       | Animista                                       |                                                | 9.6 %                                          | 9.6 %                                          |
| Ninguna                                        | Ninguna                                        |                                                | 0 %                                            | 0 %                                            |

Los cristianos forman entre el 50 y el 80 % por ciento de la población, mientras que el 10 y 35 por ciento mantiene creencias indígenas. El islam es practicado por aproximadamente entre 10 y 15 por ciento de la población del país.

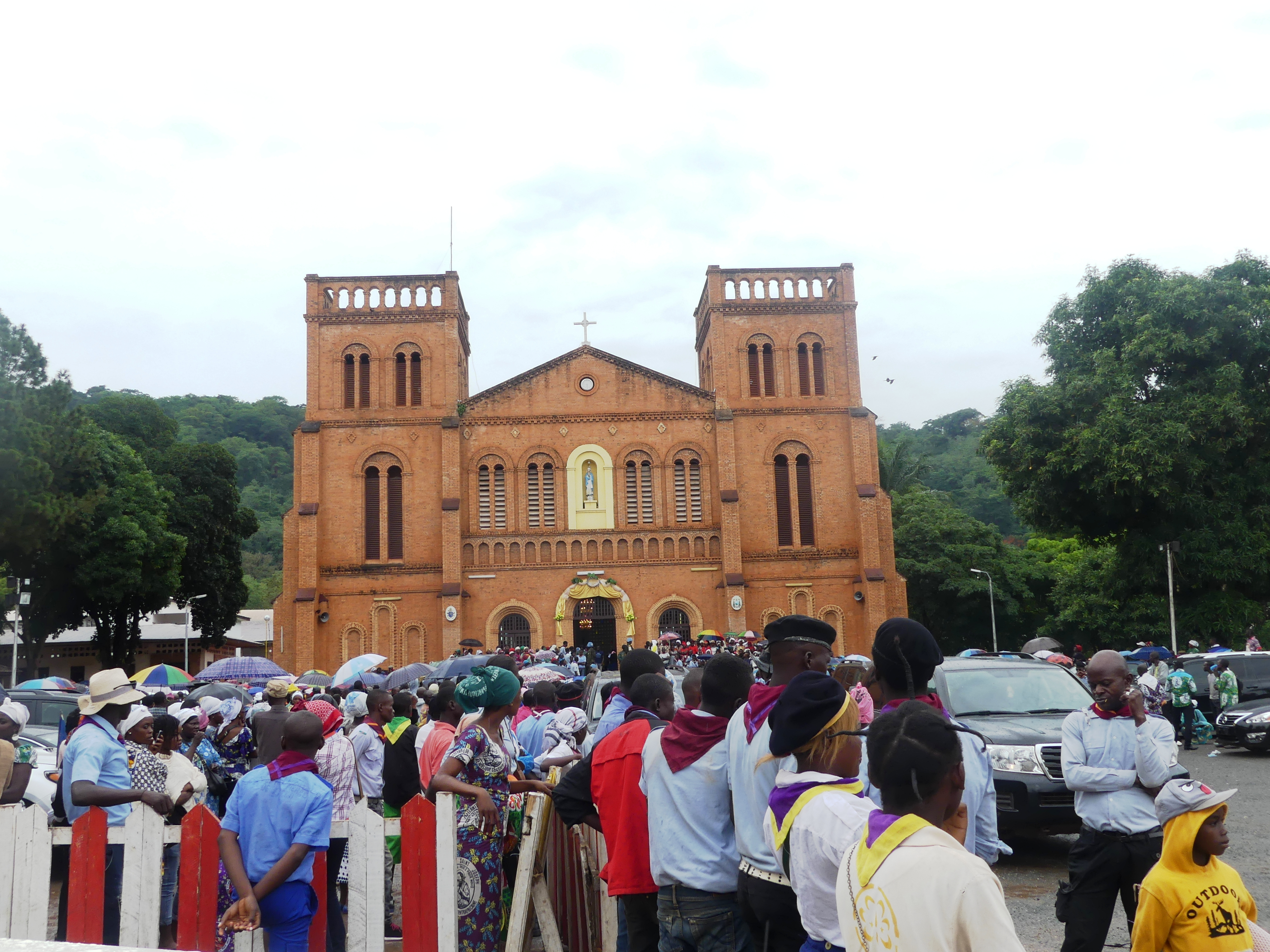
Catedral católica de Bangui, República Centroafricana

Según el censo de 2003, las principales religiones de la República Centroafricana son: el cristianismo (80,3 %, del cual son diversos grupos protestantes 51,4 % y 28,9 % la Iglesia católica), el islamismo (10,1 %), el animismo (9,6 %).
Hay muchos grupos de misioneros que operan en el país, incluyendo a luteranos, bautistas, católicos y testigos de Jehová. Si bien estos misioneros son en su mayoría de los Estados Unidos, Francia, Italia y España, muchos son también de Nigeria, la República Democrática del Congo y otros países africanos. Muchos misioneros abandonaron el país debido a los combates entre rebeldes y fuerzas gubernamentales en 2002 y 2003. Después de la guerra y con el tiempo muchos han regresado al país y han reanudado sus actividades.
La Iglesia Evangélica Bautista en la República Centroafricana fue fundada en 1925. Para 2016, tiene 250 iglesias y 65.000 miembros.
La Iglesia Católica fue fundada oficialmente en la República Centroafricana en 1909. La arquidiócesis de Bangui es la única arquidiócesis católica de la República Centroafricana. Su sede está en la Catedral de Notre-Dame-de-l'Immaculée-Conception en Bangui. En 2012 los católicos son 487.000 fieles.
El islam es la religión para aproximadamente 15 % (750 000 personas) de la población, convirtiéndola la segunda religión organizada con más seguidores después del cristianismo (80 %). El islam llegó con los primeros comerciantes de los esclavos árabes en el siglo XVII. La mayoría de musulmanes es suní de la escuela jurídica Malikí y vive en el noreste del país, cerca de la frontera con Chad y con Sudán (ambos países mayoritariamente musulmanes). En febrero de 2014, decenas de miles de musulmanes huyeron de la República Centroafricana hacia Chad preocupados por su seguridad.

### Salud
| Principales causas de mortalidad. | Principales causas de mortalidad. | Principales causas de mortalidad. | Principales causas de mortalidad. | Principales causas de mortalidad. |
| --------------------------------- | --------------------------------- | --------------------------------- | --------------------------------- | --------------------------------- |
| Causa                             | Causa                             |                                   | porcentaje                        | porcentaje                        |
| Malaria                           | Malaria                           |                                   | 26,26%                            | 26,26%                            |
| Anemia                            | Anemia                            |                                   | 17,92%                            | 17,92%                            |
| Diarrea                           | Diarrea                           |                                   | 11,43%                            | 11,43%                            |
| Neumonía                          | Neumonía                          |                                   | 11,38%                            | 11,38%                            |
| IRA                               | IRA                               |                                   | 7,79%                             | 7,79%                             |
| Desnutrición                      | Desnutrición                      |                                   | 6,89%                             | 6,89%                             |
| VIH/sida                          | VIH/sida                          |                                   | 5,59%                             | 5,59%                             |

Su esperanza de vida de sus habitantes es de 50,66 años, la tasa de analfabetismo del 49 %, y se calcula que el 13,5 % de la población está infectada por el virus de VIH.
La tasa de mortalidad infantil en 2009 fue de 112 por cada 1000 nacidos. El gasto total en salud como porcentaje del PIB era de 4,1 % en 2007. En promedio, de 2000 a 2009, existía un médico, cuatro enfermeras y 12 camas de hospital por cada 10 000 habitantes.

### Ciudades principales
Más del 55 % de la población vive en áreas rurales. Las principales zonas agrícolas se encuentran alrededor de Bossangoa y Bambari. Las ciudades de Bangui, Berbérati, Bangassou, y Bossangoa son los centros urbanos más densamente poblados.

## Cultura

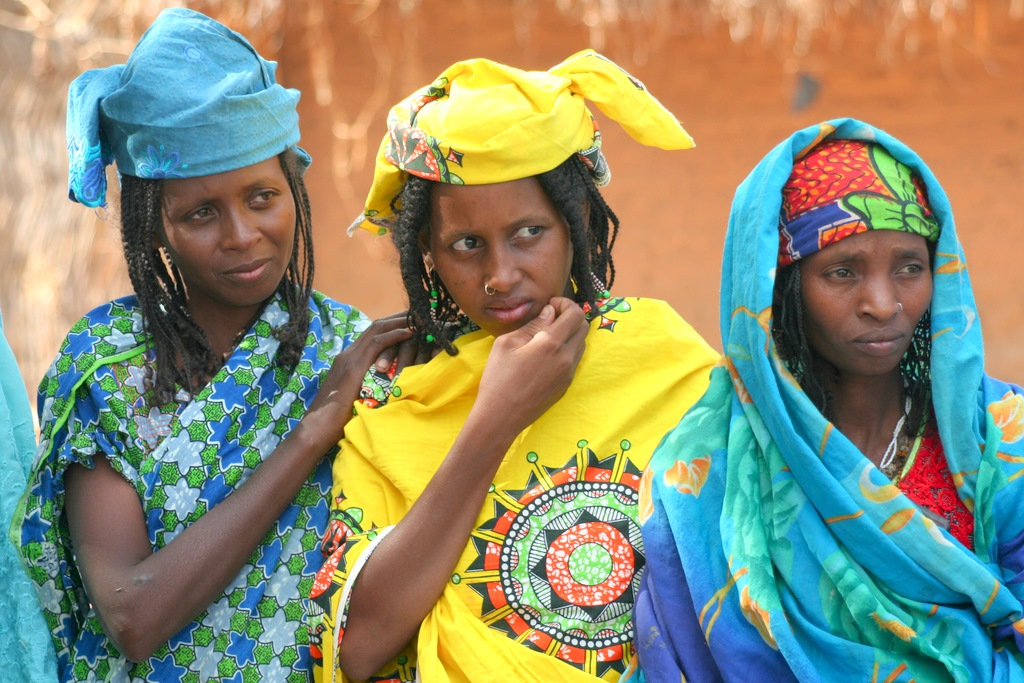
Mujeres fulani en Paoua.

La cultura centroafricana es diversa por los múltiples pueblos y etnias que habitan la nación. Unos de las importantes son los bantúes, un pueblo que habita las regiones que van desde la República Democrática del Congo hasta Camerún, que se subdividen en varios grupos con costumbres propias. Así, cada villa "grande" y su gente, su idioma y su historia reciente están en relación de los líderes y políticos que provienen de estos grupos.
Los pigmeos son una etnia visiblemente diferente, por su estatura y por sus costumbres propias de la vida en la selva. A lo largo de los años han sido considerados como personas inferiores, quienes aún preservan sus tradiciones primitivas y que viven al margen de los "progresos sociales" que gozan otras etnias del país.
Por último, gracias a sus fronteras poco delimitadas, muchos grupos de países vecinos habitan en territorio centroafricano. Uno de los más significativos son los musulmanes, que particularmente habitan en la frontera en las cercanías de Chad.

### Medios de Comunicación
En 2022, la clasificación mundial de la libertad de prensa que elabora cada año Reporteros sin Fronteras situaba a la República Centroafricana en el puesto 101 de 180 países. Tras la guerra civil, marcada por el saqueo de periódicos y la destrucción de emisoras de radio, la libertad de prensa, aunque ha mejorado, sigue siendo frágil.

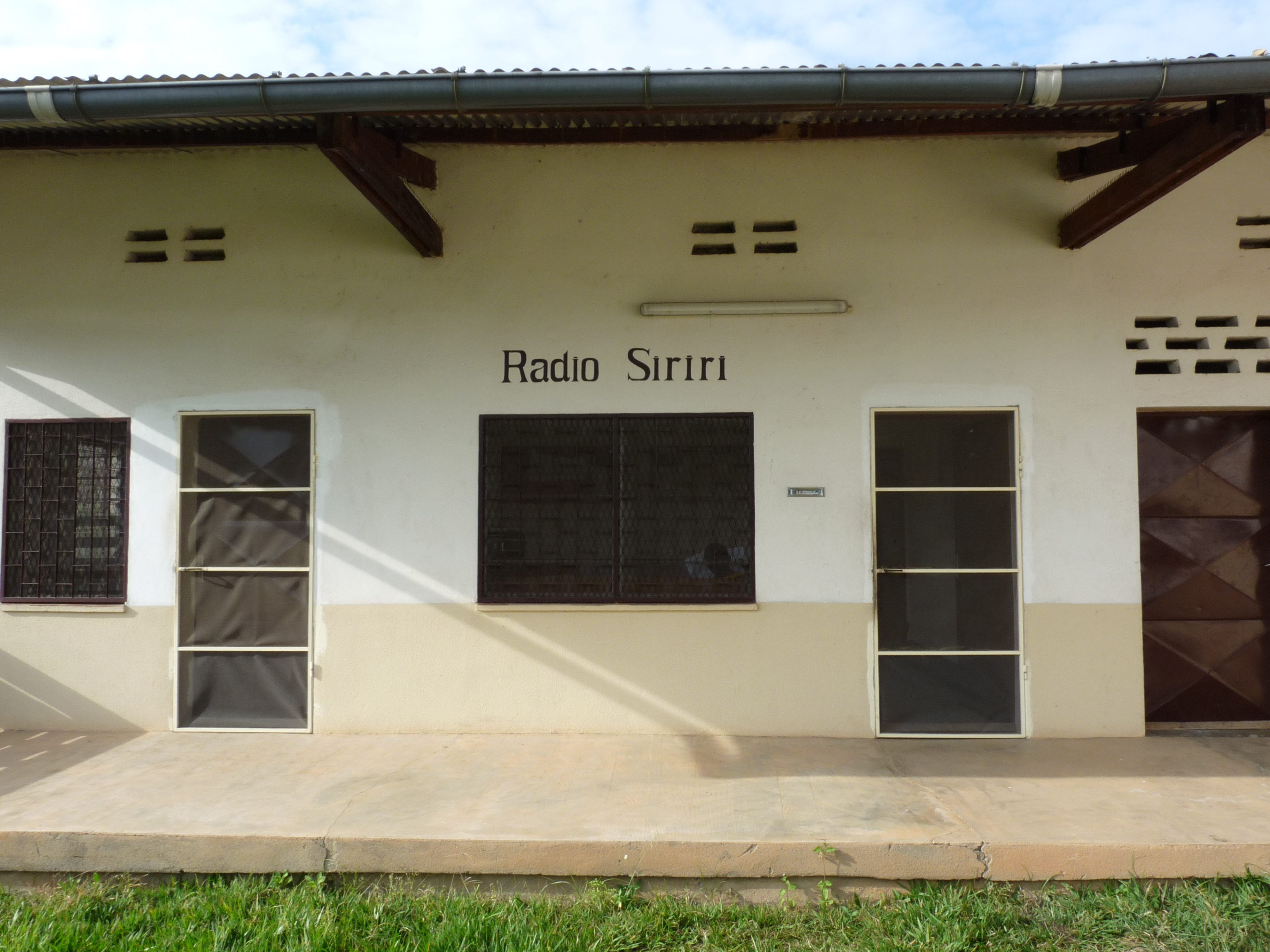
Radio Siriri en la República Centroafricana

Los periodistas sufren regularmente presiones políticas o intimidaciones. En febrero de 2021, se bloquearon dos sitios web de noticias en el país por cubrir la presencia del grupo Wagner y los abusos de los que se le acusa. La precaria situación de los periodistas centroafricanos los hace especialmente vulnerables: desde 2018, los periodistas reciben primas de 20.000 francos CFA por escribir un artículo favorable a Rusia, o por publicar en su nombre textos redactados por la embajada rusa.
Una decena de periodistas han sido asesinados o han muerto en circunstancias sospechosas desde la guerra civil de 2013. En 2018, tres periodistas rusos, Orhan Djemal, Alexandre Rasstorgouïev y Kirill Radtchenko, fueron asesinados cerca de Sibut mientras investigaban las actividades del grupo Wagner la investigación centroafricana concluyó que se trataba de un robo, mientras que el sitio web de investigación Dossier Center afirma que el crimen fue premeditado por la red de Yevgeny Prigozhin.

### Cine
El cine centroafricano seguía siendo desconocido para el mundo hasta 2017, cuando 10 jóvenes cineastas recibieron formación, de los Ateliers Varan de París en colaboración con la Alianza Francesa de Bangui. Estos 10 directores produjeron diez cortometrajes, que se proyectaron en festivales de todo el mundo. Además, 34 jóvenes recibieron formación en la Alianza Francesa de Bangui, a cargo de CinéFabrique, en técnicas cinematográficas (guion, producción, imagen, sonido y montaje). Como resultado, se realizaron 8 cortometrajes de ficción que siguen recorriendo festivales de todo el mundo. Hoy en día, el cine centroafricano está despegando y ofreciendo al mundo una imagen diferente de la República Centroafricana.
El cine centroafricano empieza a despuntar, y se organizan festivales con el objetivo de abrir camino a jóvenes cineastas y cinéfilos a través de pequeñas formaciones, como clases magistrales e intercambios con profesionales de todo el mundo. Uno de los festivales que regresa desde hace tres años es uno, producido con el apoyo del Ministerio de Arte y Cultura.
En los años ochenta, Léonie Yangba Zowe filmó danzas tradicionales en super-8.

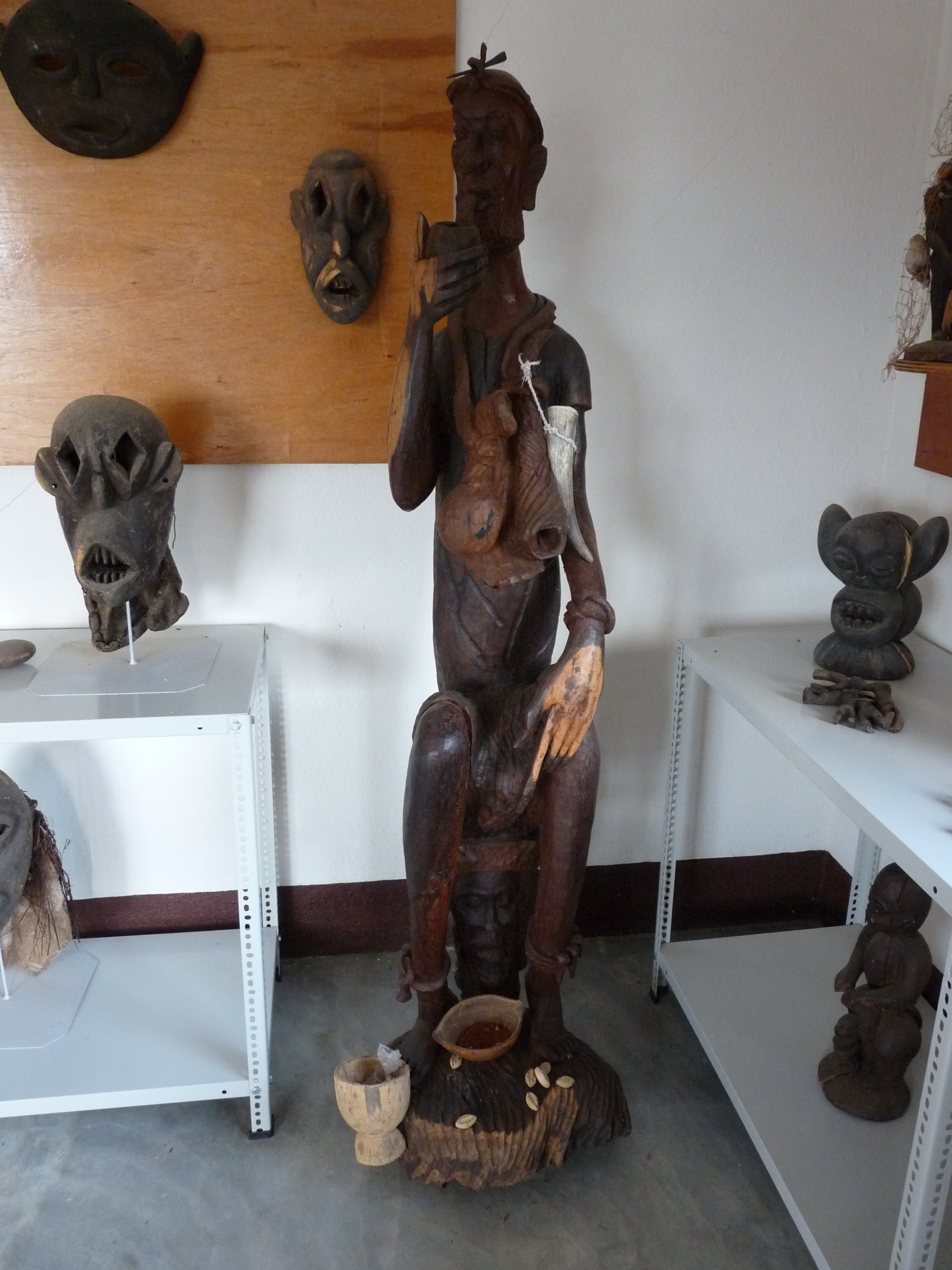
Estatuas y figuras varias en el Museo de los Ancestros en Bouar

### Festividades
| Fecha                                | Nombre en español                                             | Nombre local                                                    |
| ------------------------------------ | ------------------------------------------------------------- | --------------------------------------------------------------- |
| 1 de enero                           | Año nuevo                                                     | Nouvel an                                                       |
| Lunes después de Pascua              | Lunes de Pascua                                               | Lundi de Pâques                                                 |
| 29 de marzo                          | Aniversario de la muerte del presidente B. Boganda            | Anniversaire de la mort du Président B. Boganda                 |
| Sexto martes después de Pascua       | Ascensión                                                     | Ascensión                                                       |
| Lunes posterior al domingo de Pascua | Lunes de Pentecostés                                          | Lundi de Pentecôte                                              |
| 1 de mayo                            | Día del trabajo                                               | Fête du travail                                                 |
| De acuerdo al calendario             | Día de la madre                                               | Fête des Mères                                                  |
| 13 de agosto                         | Día de la independencia                                       | Anniversaire de l’Indépendance                                  |
| 15 de agosto                         | Asunción de María                                             | Assomption                                                      |
| 1 de noviembre                       | Día de Todos los Santos                                       | Toussaint                                                       |
| 1 de diciembre                       | Aniversario de la proclamación de la República Centroafricana | Anniversaire de la proclamation de la République Centrafricaine |
| 25 de diciembre                      | Navidad                                                       | Noël                                                            |

## Deportes

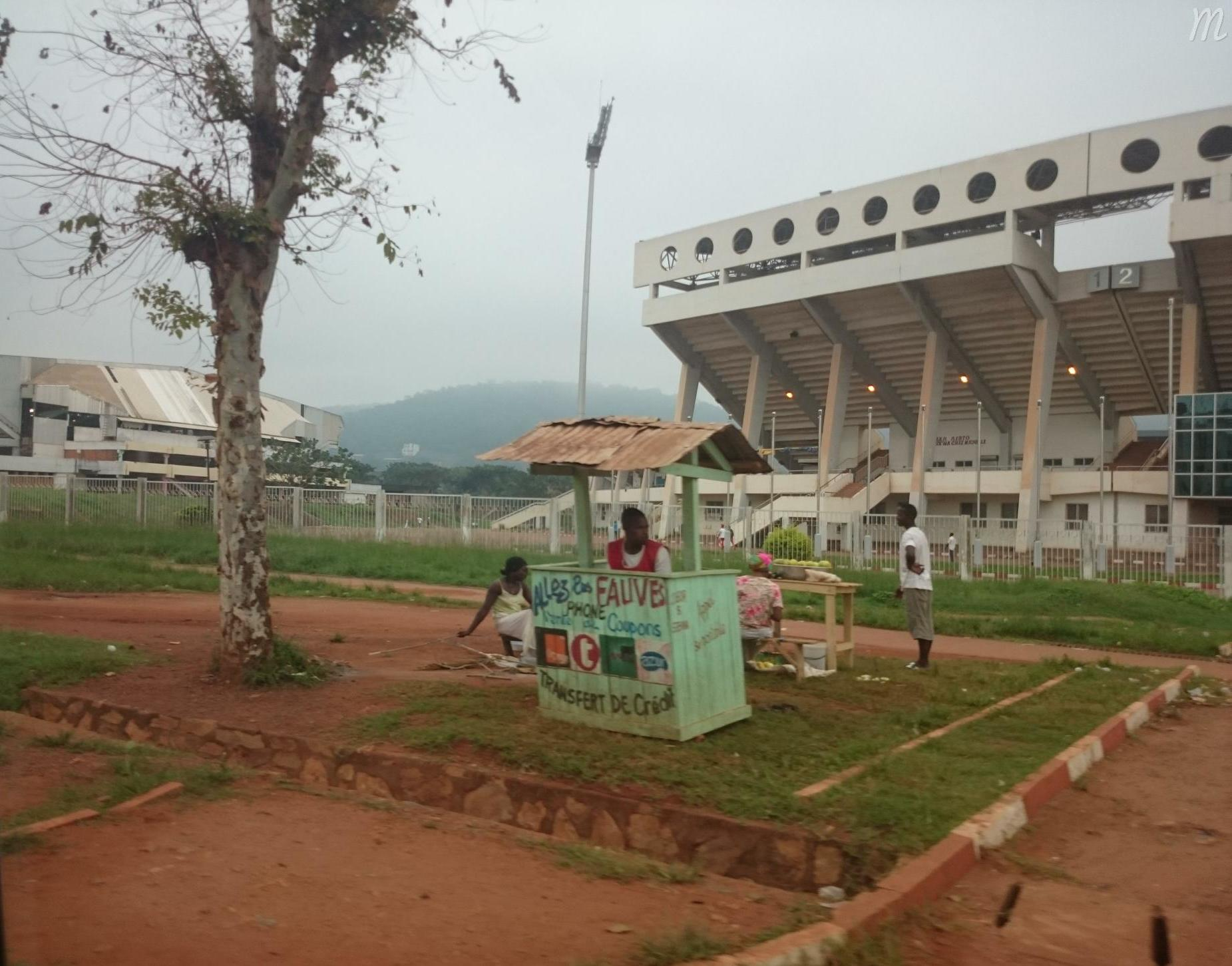
Complejo deportivo Barthélemy Boganda en la avenida de los Mártires en Bangui

El fútbol es el deporte número uno en la República Centroafricana. La asociación nacional se ha esforzado por participar en todos los grandes campeonatos internacionales y regionales. La victoria por 2-0 contra Costa de Marfil en la fase de clasificación para la Copa Africana de Naciones de 1972 sigue siendo el éxito más importante de la nación, aunque el partido de vuelta se saldó con una derrota por 4-1.
El equipo nacional de Futbol debutó con el nombre de Ubangi-Shari en 1956 contra el Camerún francés. La Federación Centroafricana de Fútbol se fundó en 1961 y se unió a la FIFA en 1964 y a la CAF en 1965.
Su primer partido de competición fue en los Juegos de la Amistad de 1961, en Costa de Marfil, donde la República Centroafricana empató a dos contra el Alto Volta y Liberia, antes de perder contra los anfitriones y no pasar a la siguiente ronda.
La República Centroafricana participó por primera vez en la fase de clasificación para la Copa Africana de Naciones de 1974, en la que se clasificó debido a la retirada de Gabón, pero fue eliminada por Costa de Marfil (5-4 en el global de la eliminatoria). El partido de vuelta fue suspendido en el descanso por discusiones entre los jugadores de ambos equipos, lo que obligó a repetir la eliminatoria en Lagos, donde Costa de Marfil se impuso por 5-1.

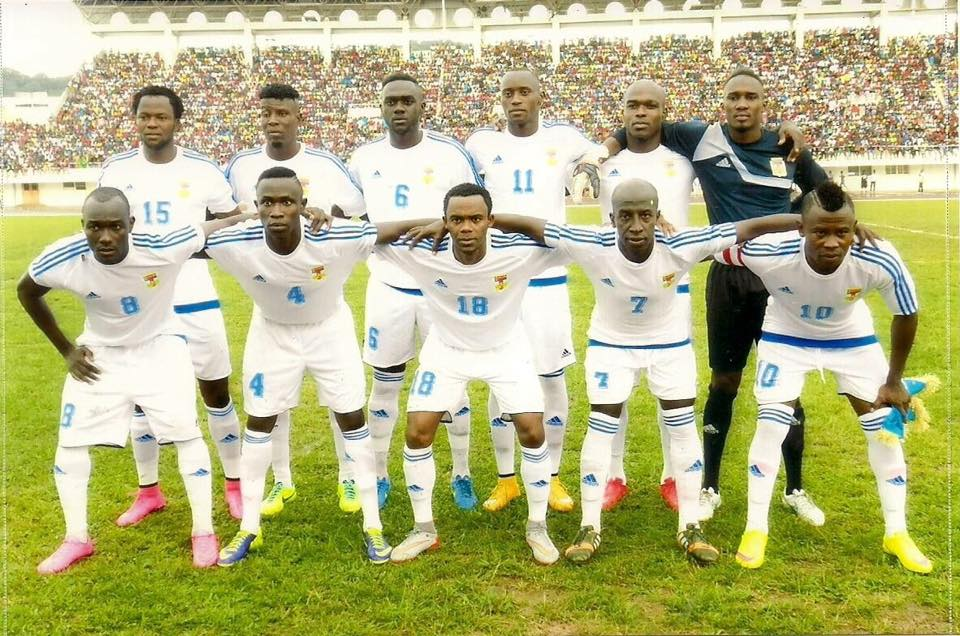
Selección nacional de fútbol de la República Centroafricana en 2016

En 1984 participó en la Copa UDEAC, en la que se clasificó para octavos de final por diferencia de goles con Guinea Ecuatorial, pero fue duramente vapuleada por Camerún (7-1) antes de imponerse a Gabón en la tanda de penales y terminar tercera. Sin embargo, en la Copa UDEAC de 1988, Gabón se tomaría la revancha al vencer a la República Centroafricana en semifinales. Al año siguiente, la República Centroafricana organizó la Copa UDEAC de 1989, en la que llegó a la final, en la que derrotó a Gabón, antes de perder por 2-1 ante Camerún.
El Baloncesto también es un deporte popular en el país, La República Centroafricana ha ganado el Campeonato de África en dos ocasiones. Su primer título fue en 1974, cuando organizó el torneo y venció a Senegal por 72-67 en la final. Volvió a levantar el trofeo en 1987 al derrotar a Egipto por 94-87 en la final. El equipo también quedó tercero en el torneo de 1968.
La Liga de Baloncesto de Bangui (en francés: Ligue de Basketball de Bangui) es una organización de baloncesto semiprofesional de Bangui Es la de más alto nivel del país, ya que la federación nacional no organiza ninguna liga nacional.
Algunos de los deportistas centroafricanos más destacados han sido los jugadores de baloncesto Anicet Lavodrama y Romain Sato, y el futbolista Geoffrey Kondogbia.